# 尤塞恩·博尔特

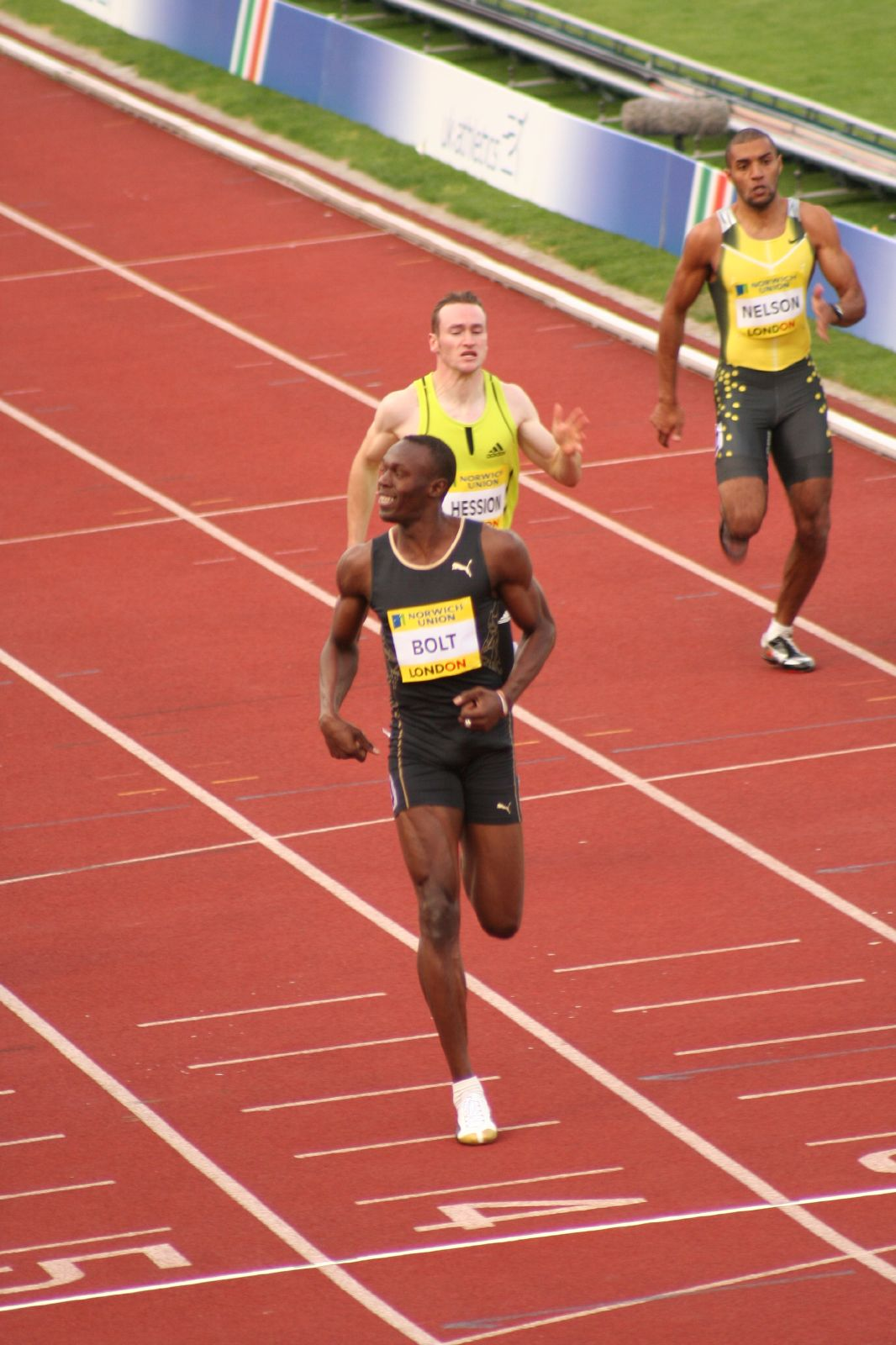
2007年

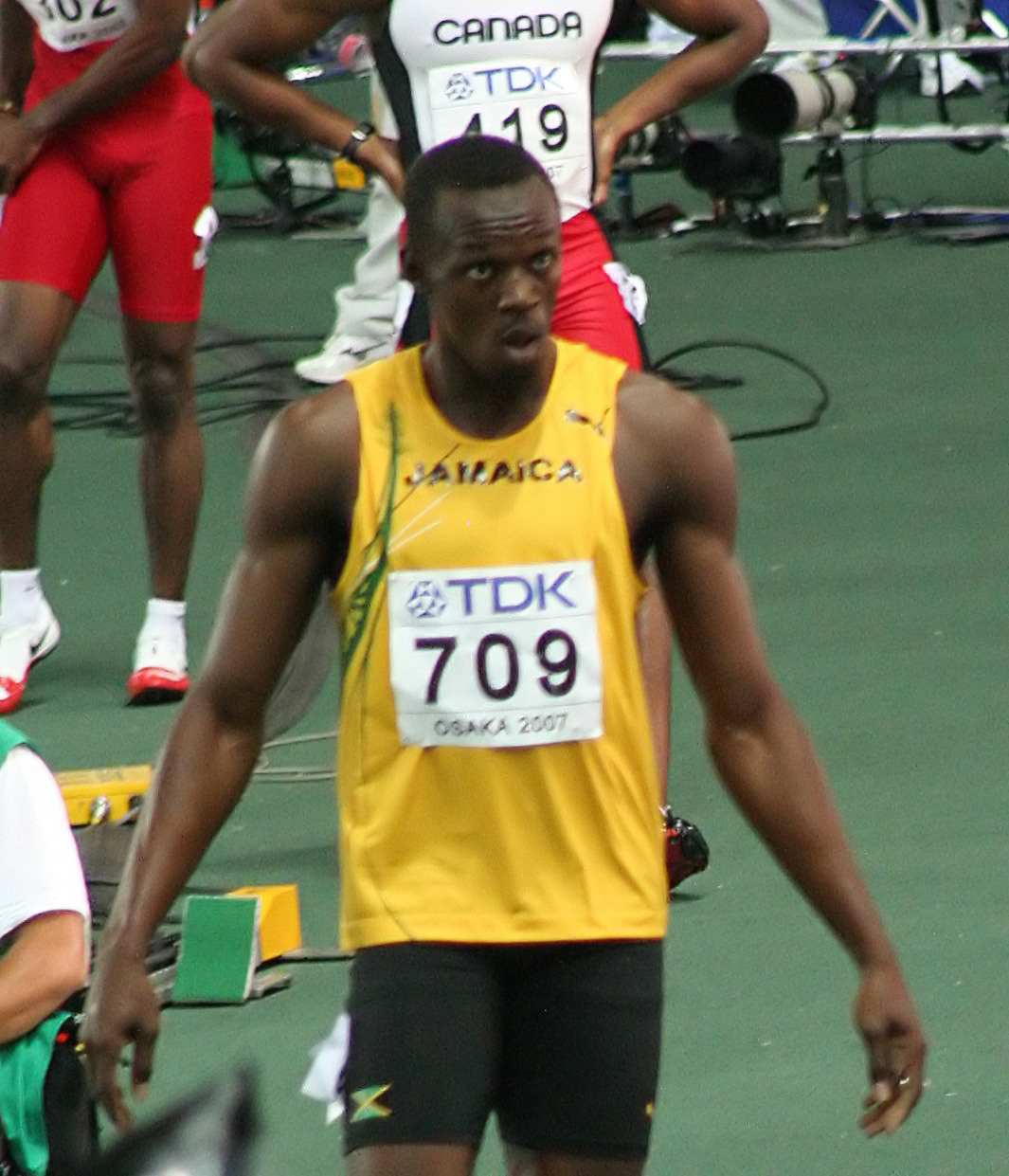
2007年世界田徑錦標賽200公尺

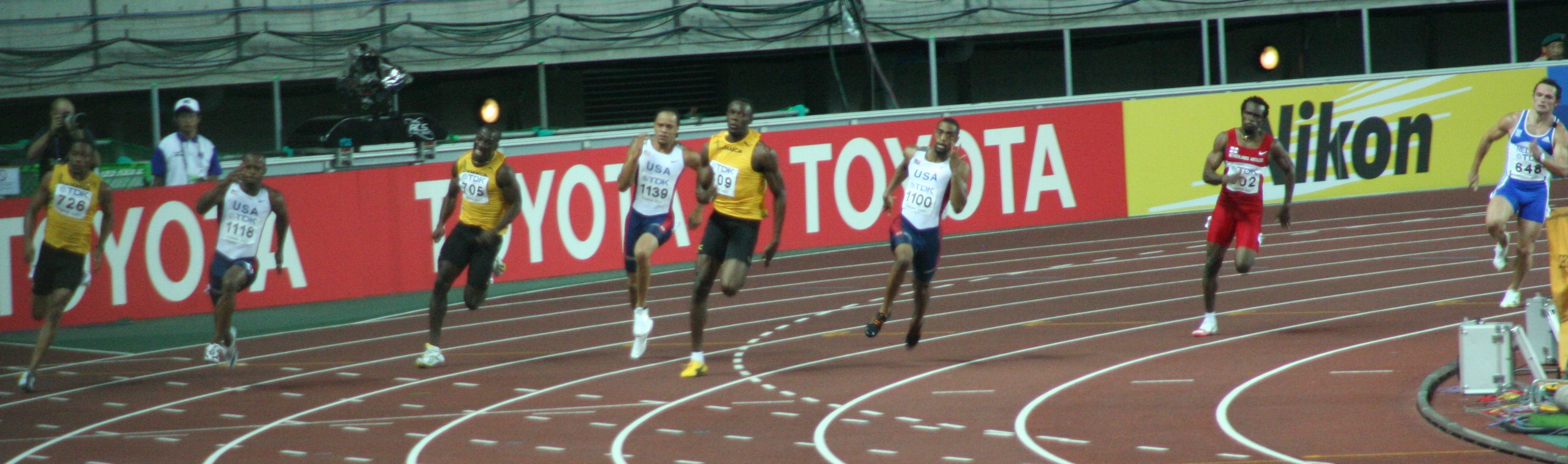
2007年世界田徑錦標賽200公尺決賽

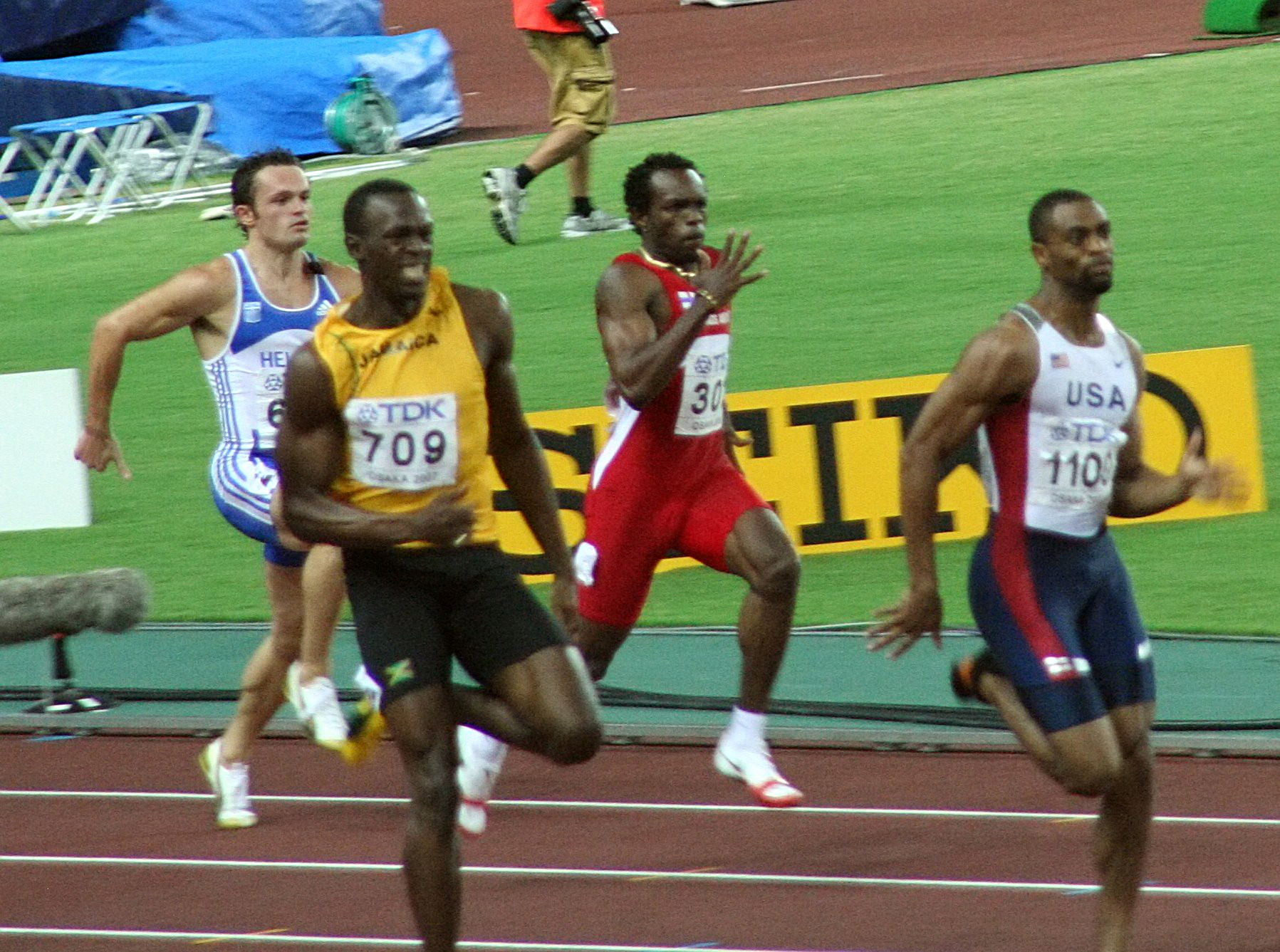
2007年世界田徑錦標賽200公尺決賽

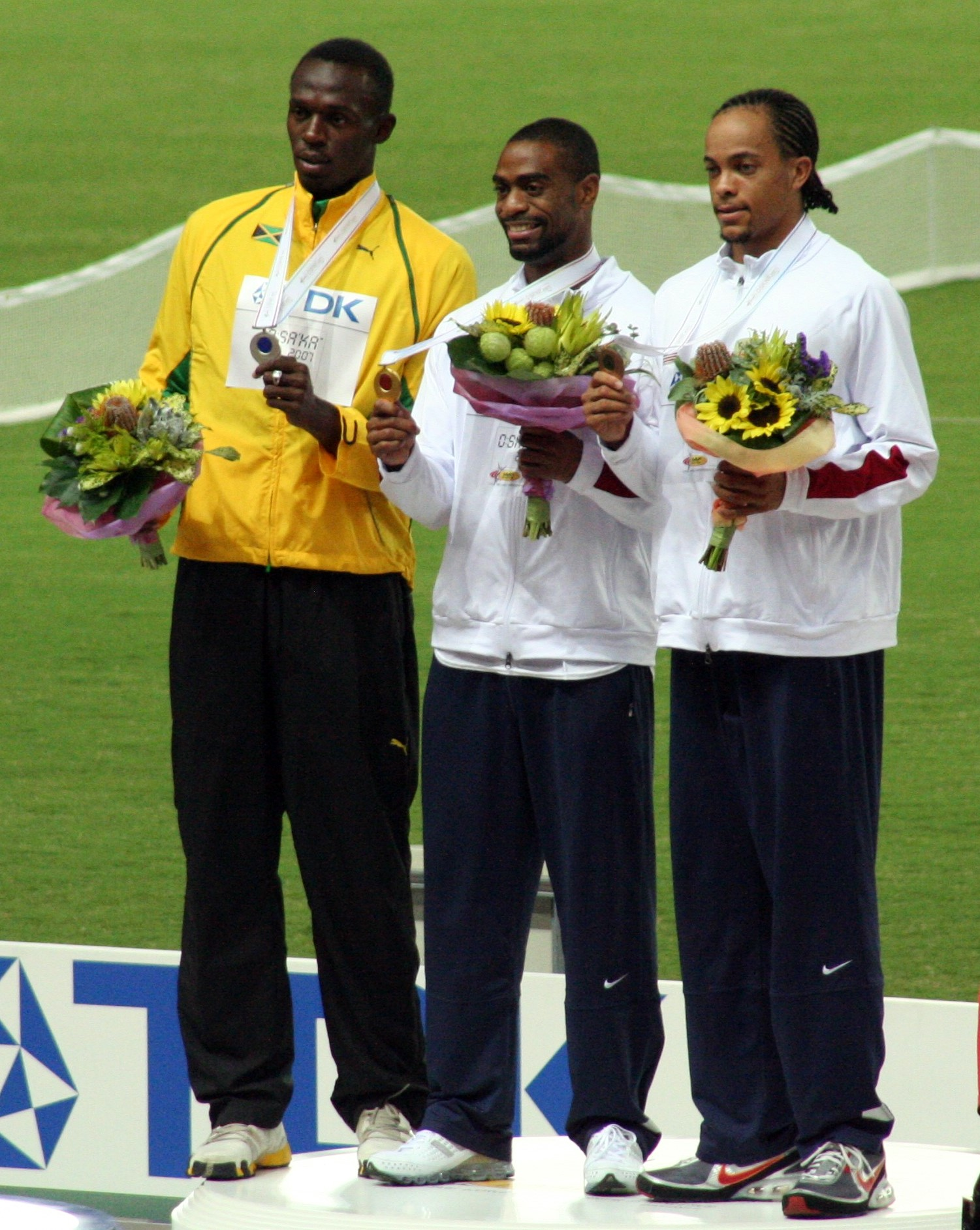
2007年世界田徑錦標賽200公尺頒獎

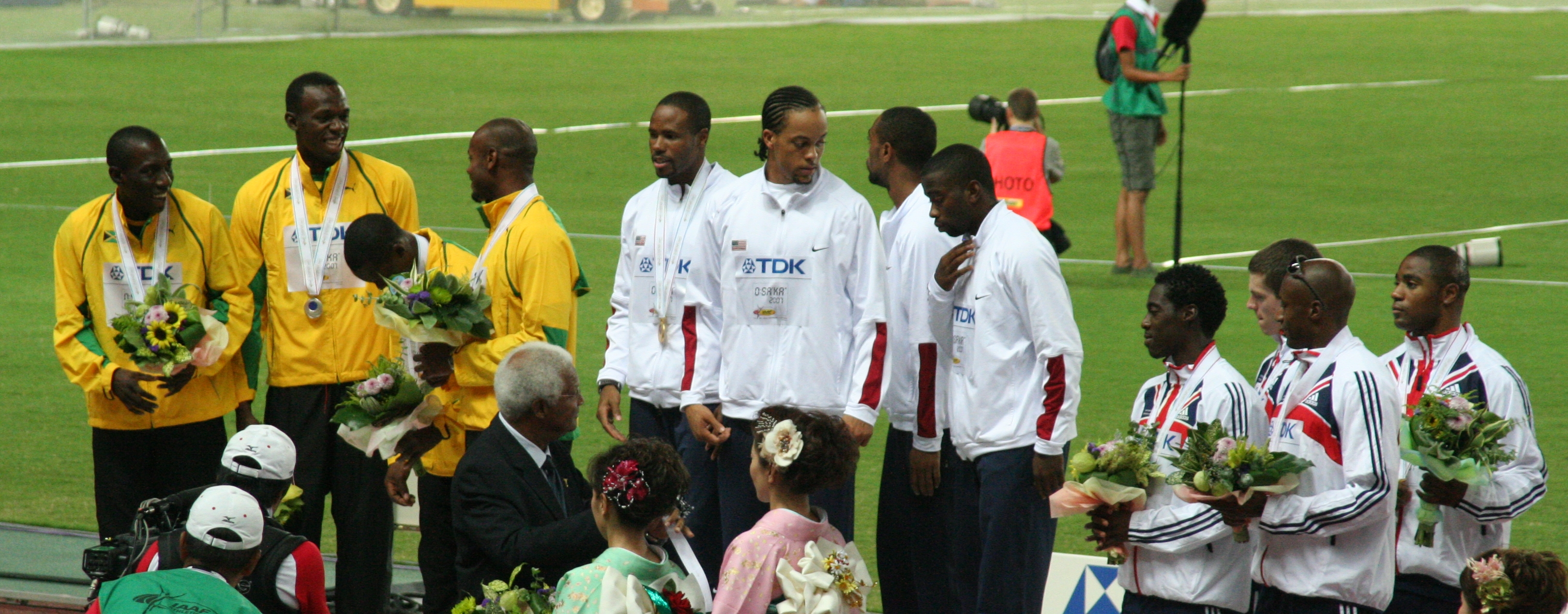
2007年世界田徑錦標賽4×100公尺接力頒獎

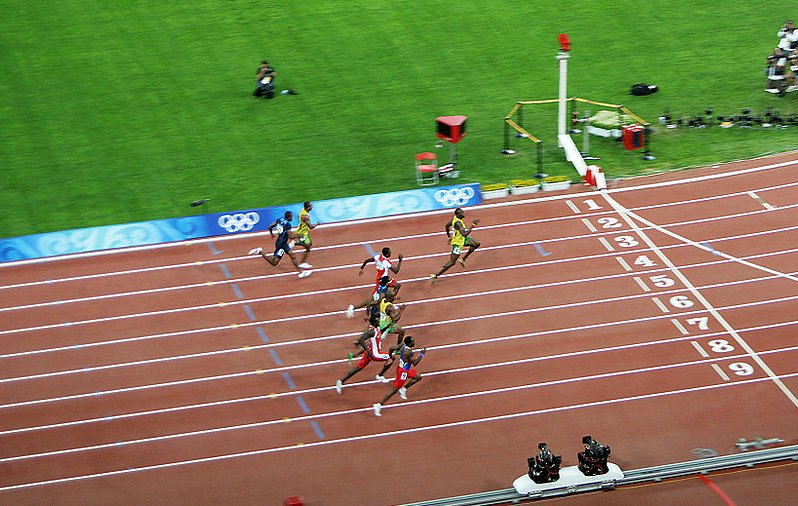
2008年夏季奧林匹克運動會田徑100公尺決賽

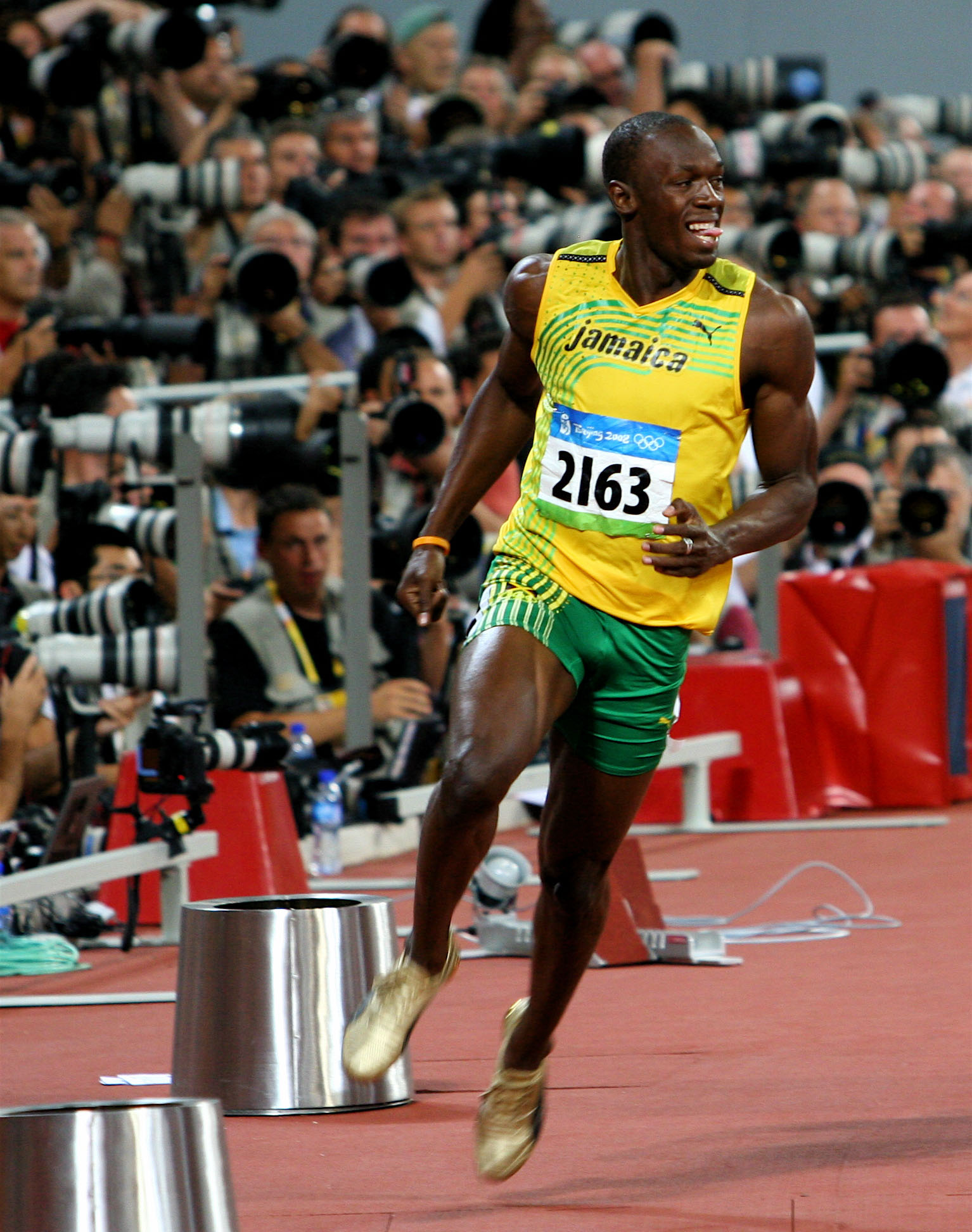
2008年夏季奧林匹克運動會田徑100公尺決賽後

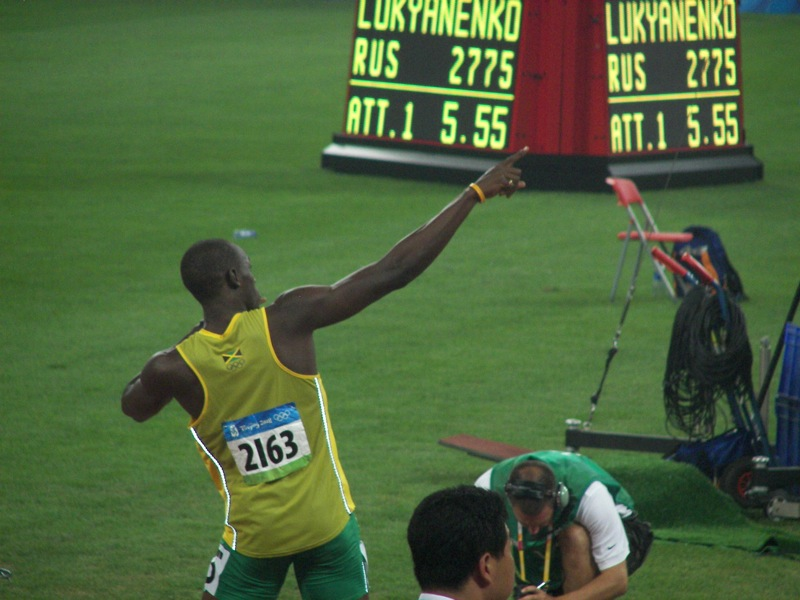
2008年夏季奧林匹克運動會田徑200公尺決賽前

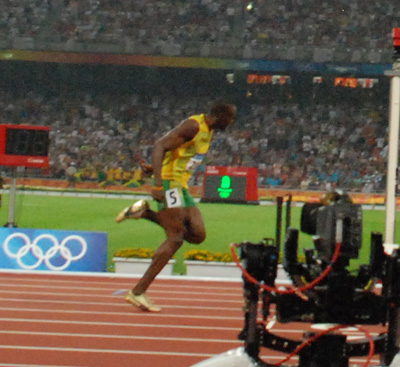
2008年夏季奧林匹克運動會田徑200公尺決賽

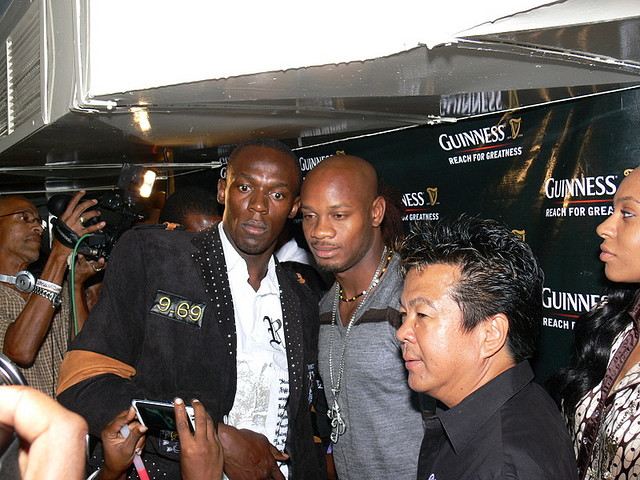
2008年，Usain Bolt、Asafa Powell

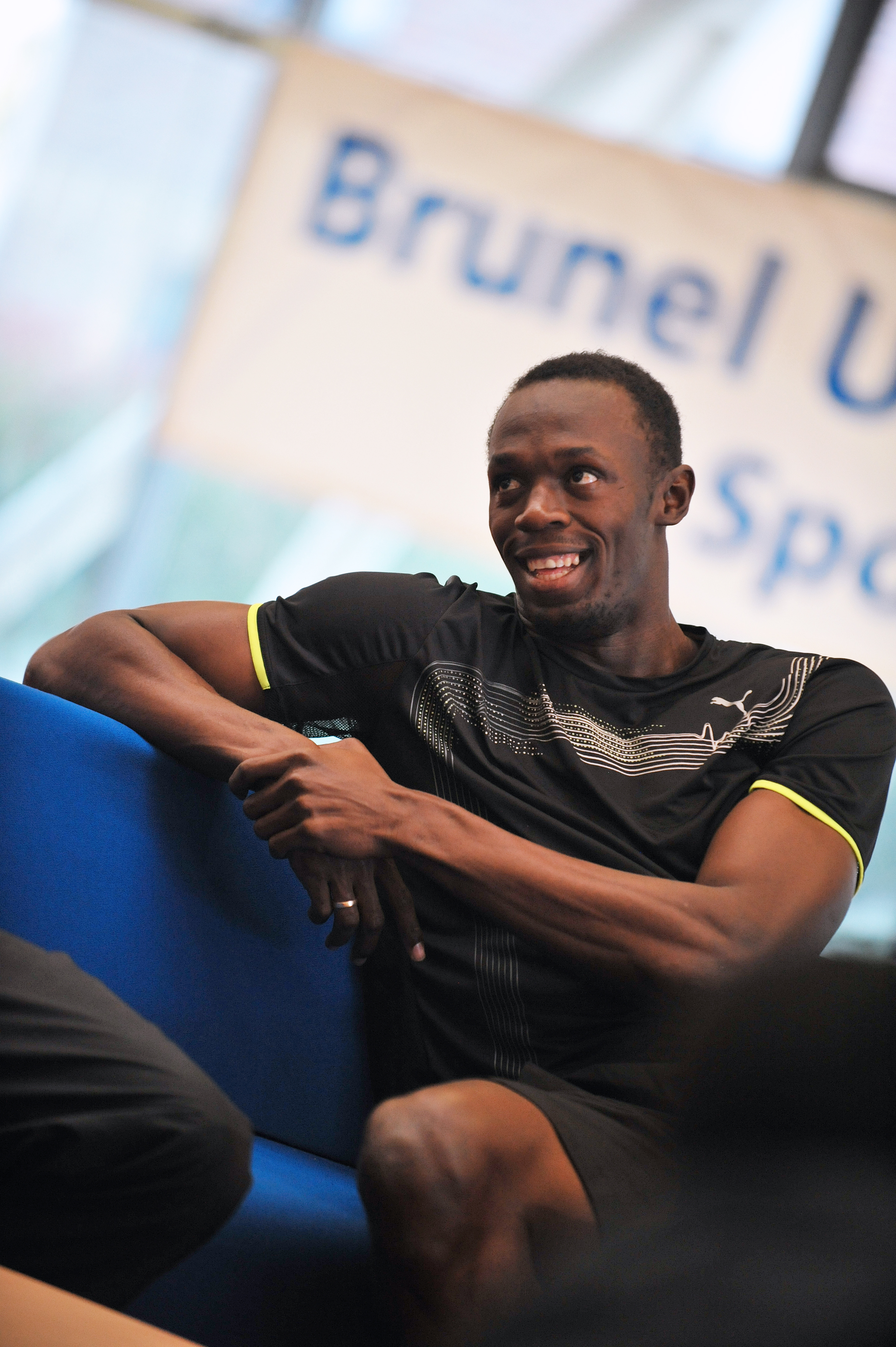
2009年7月

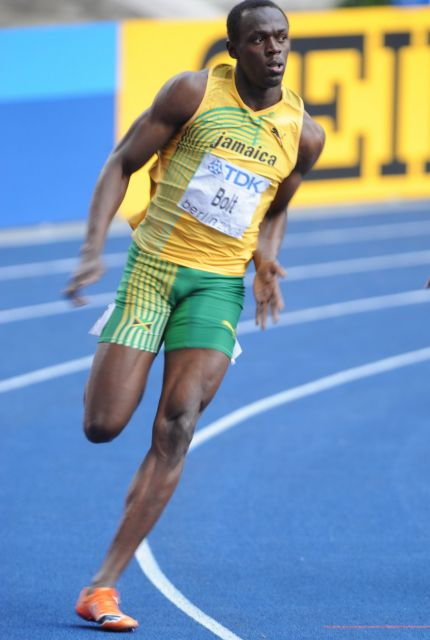
2009年世界田徑錦標賽200公尺

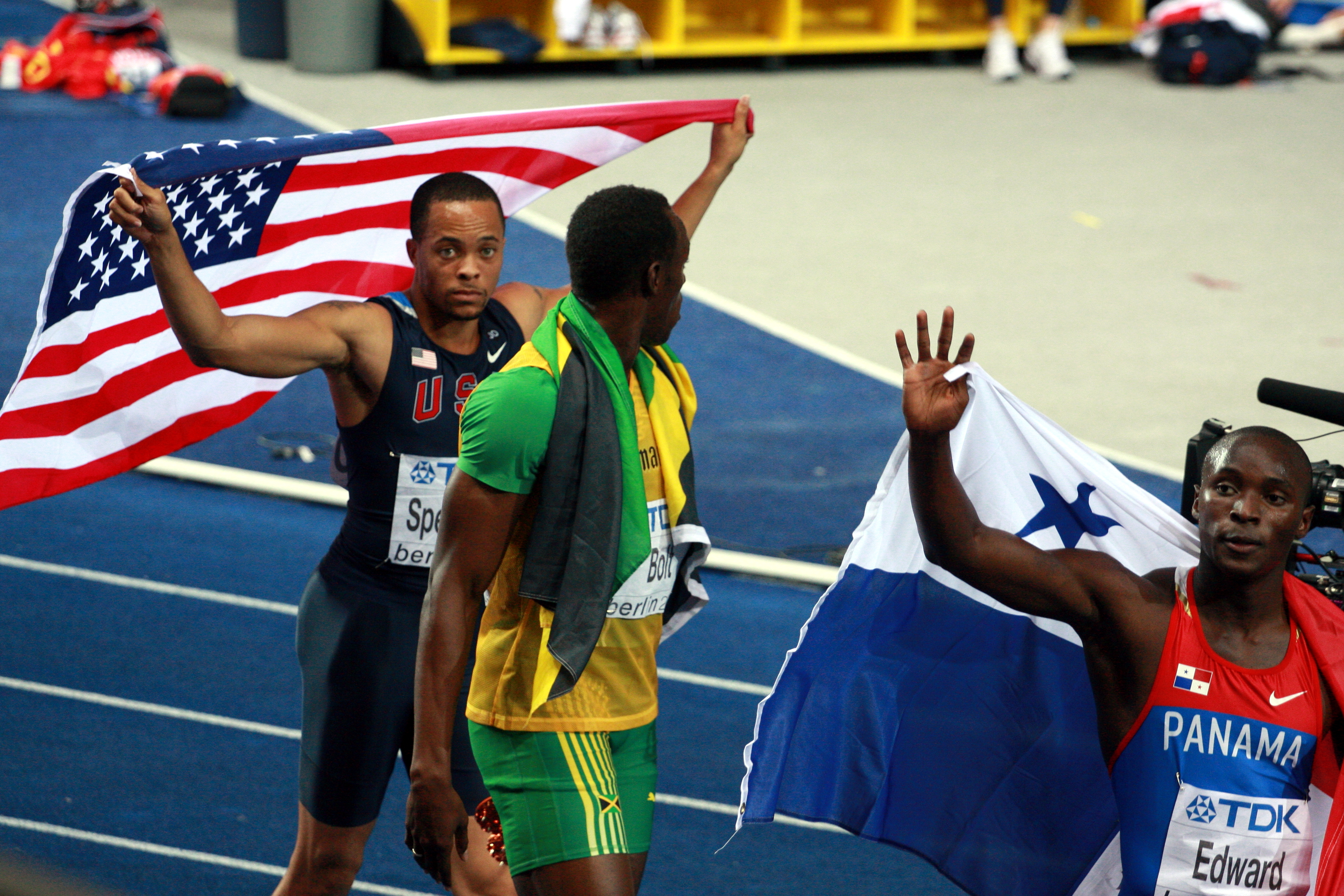
2009年世界田徑錦標賽200公尺決賽後

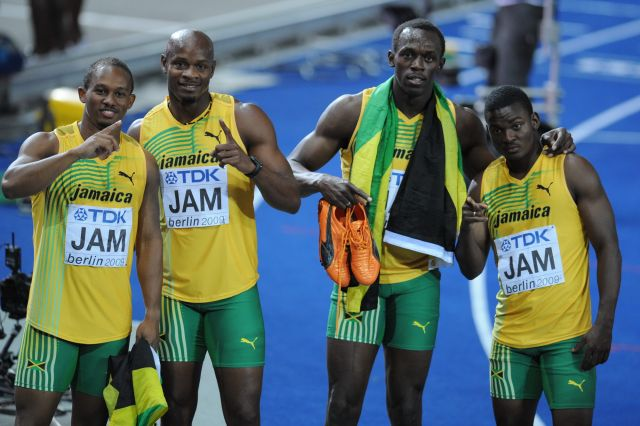
2009年世界田徑錦標賽4×100公尺接力決賽後

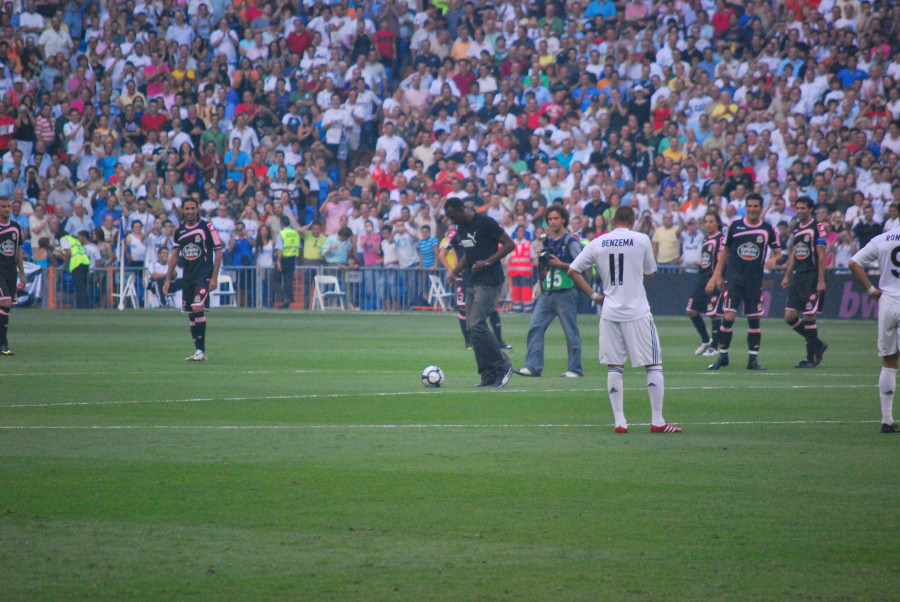
2009年8月

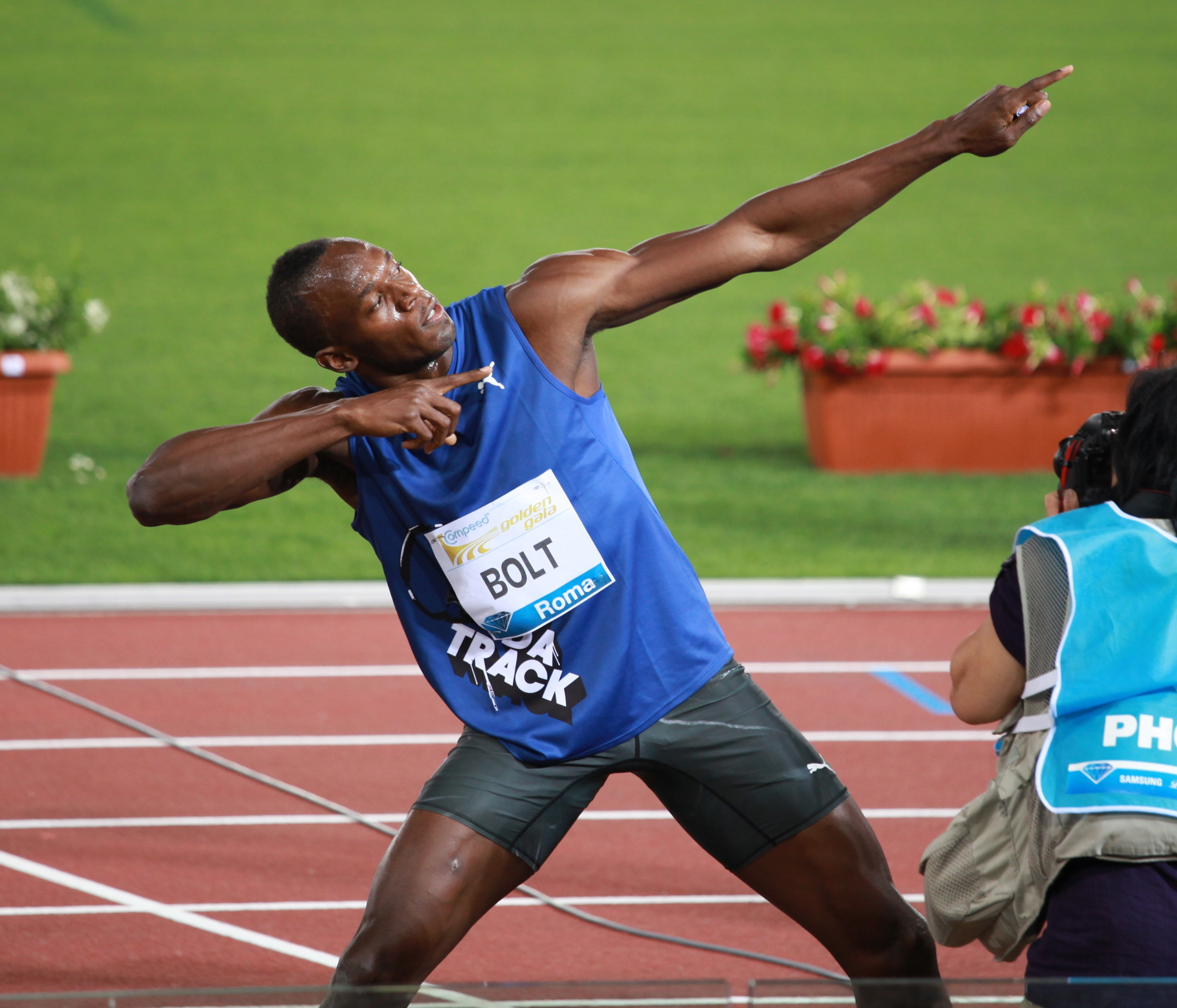
2011年5月

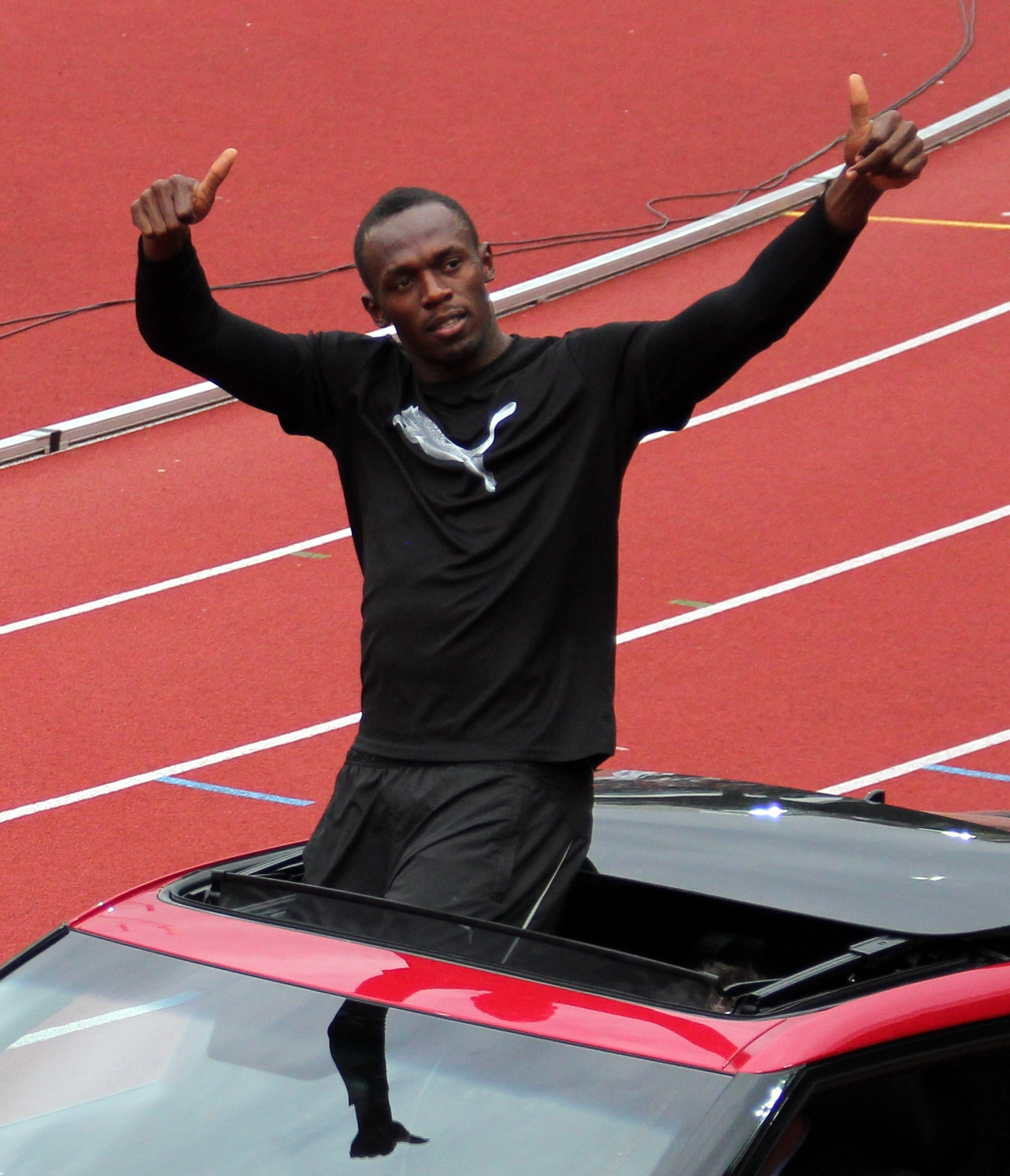
2011年，Bislett Games

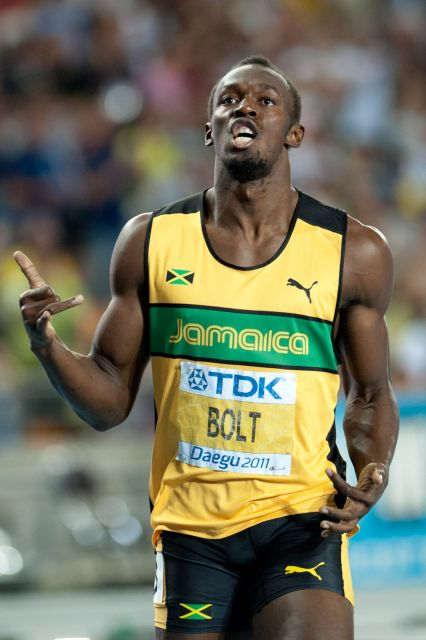
2011年世界田徑錦標賽200公尺決賽

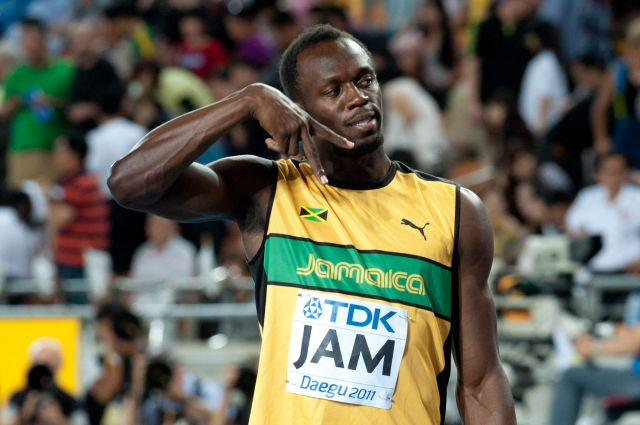
2011年世界田徑錦標賽4×100公尺接力決賽

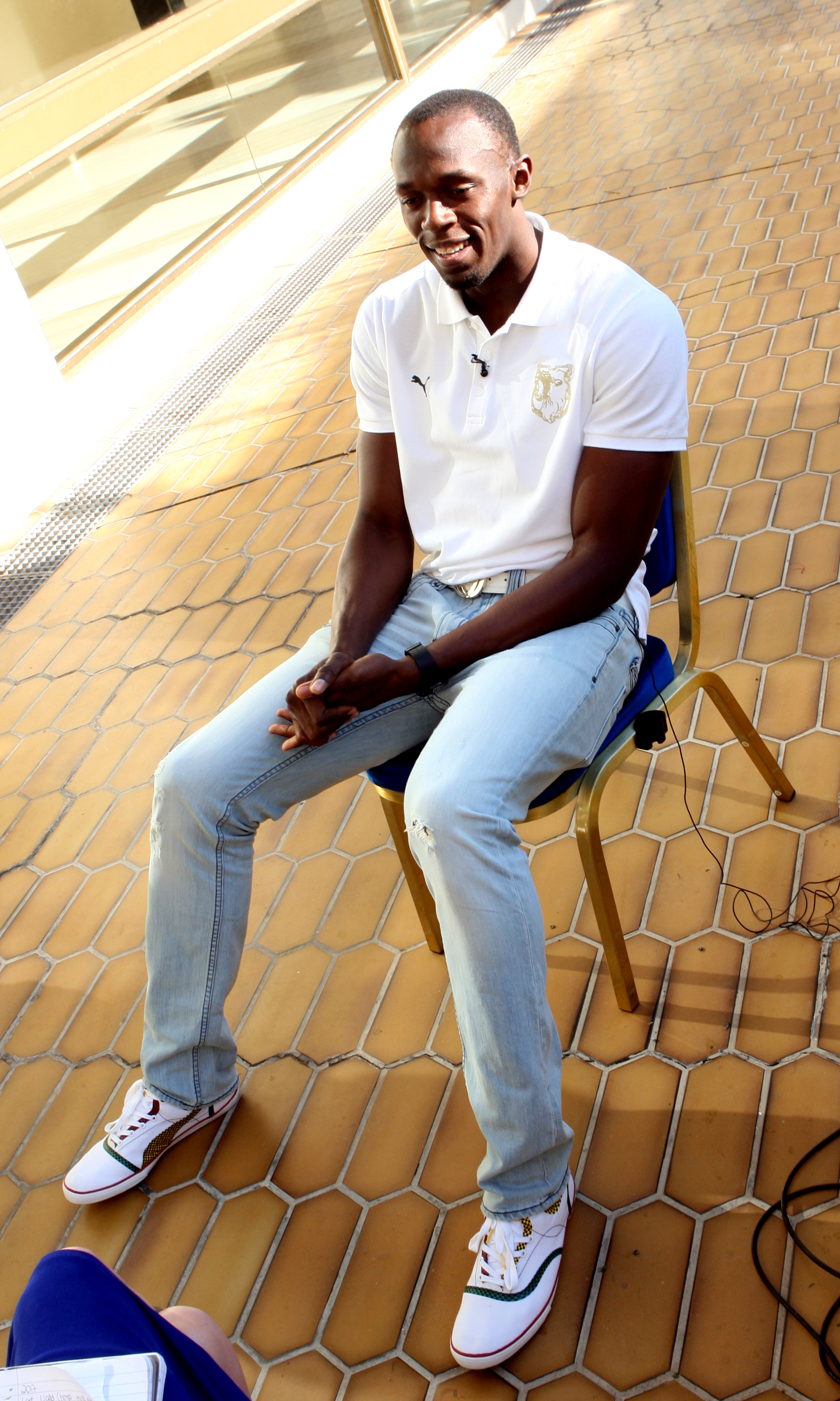
2011年

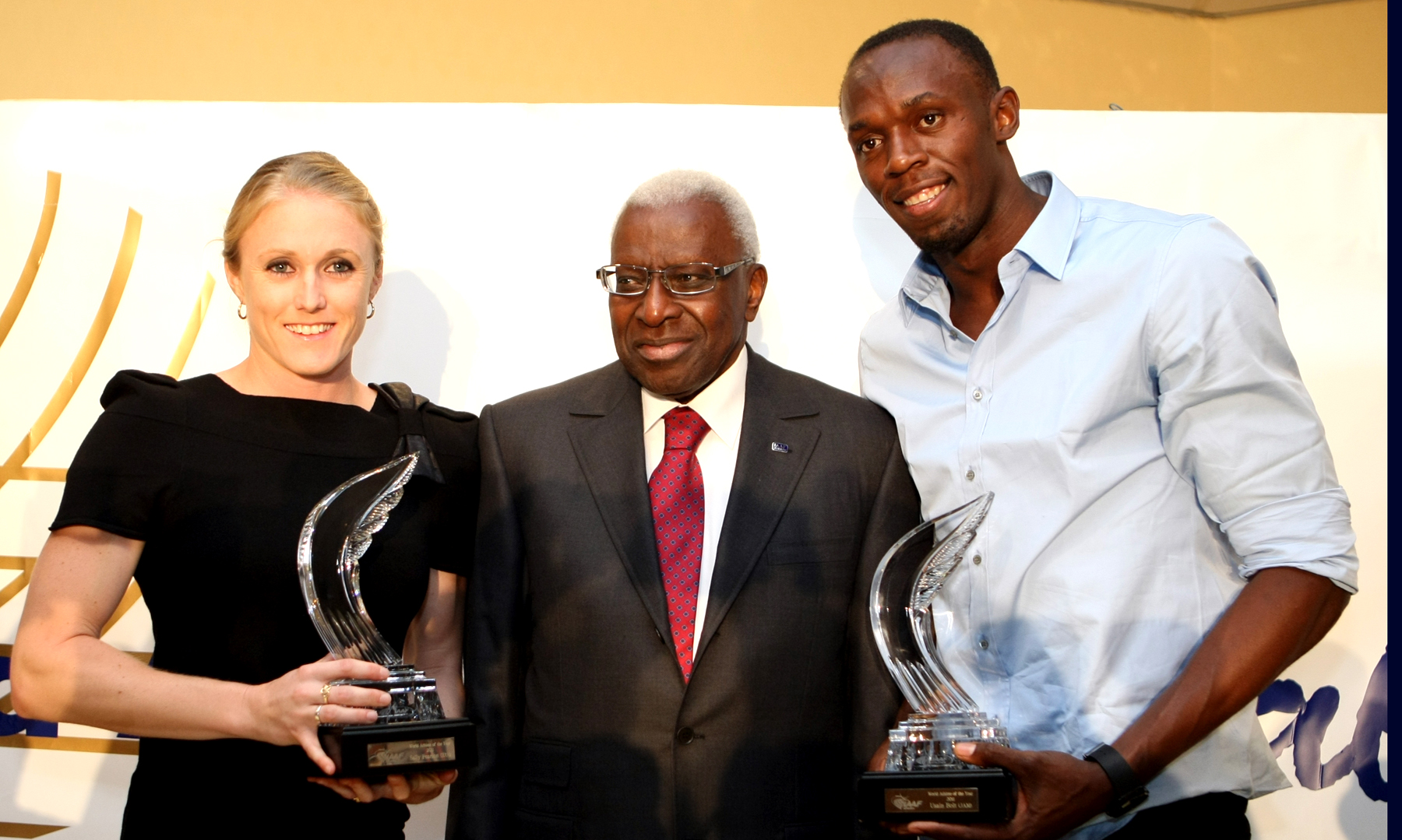
2011年國際田徑年度最佳運動員，Sally Pearson、Lamine Diack、Usain Bolt

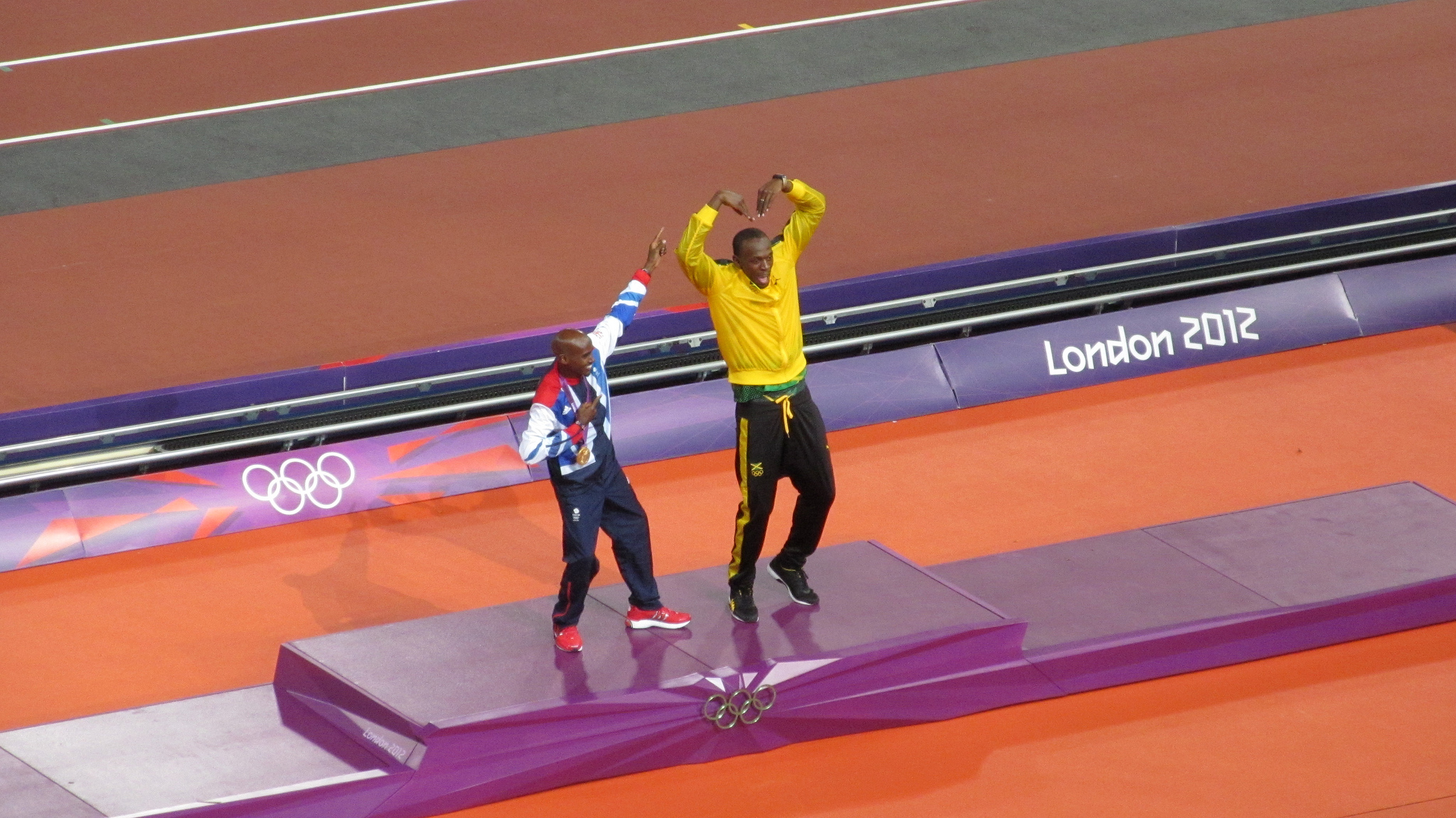
2012年夏季奧林匹克運動會田徑，Mohamed Farah、Usain Bolt

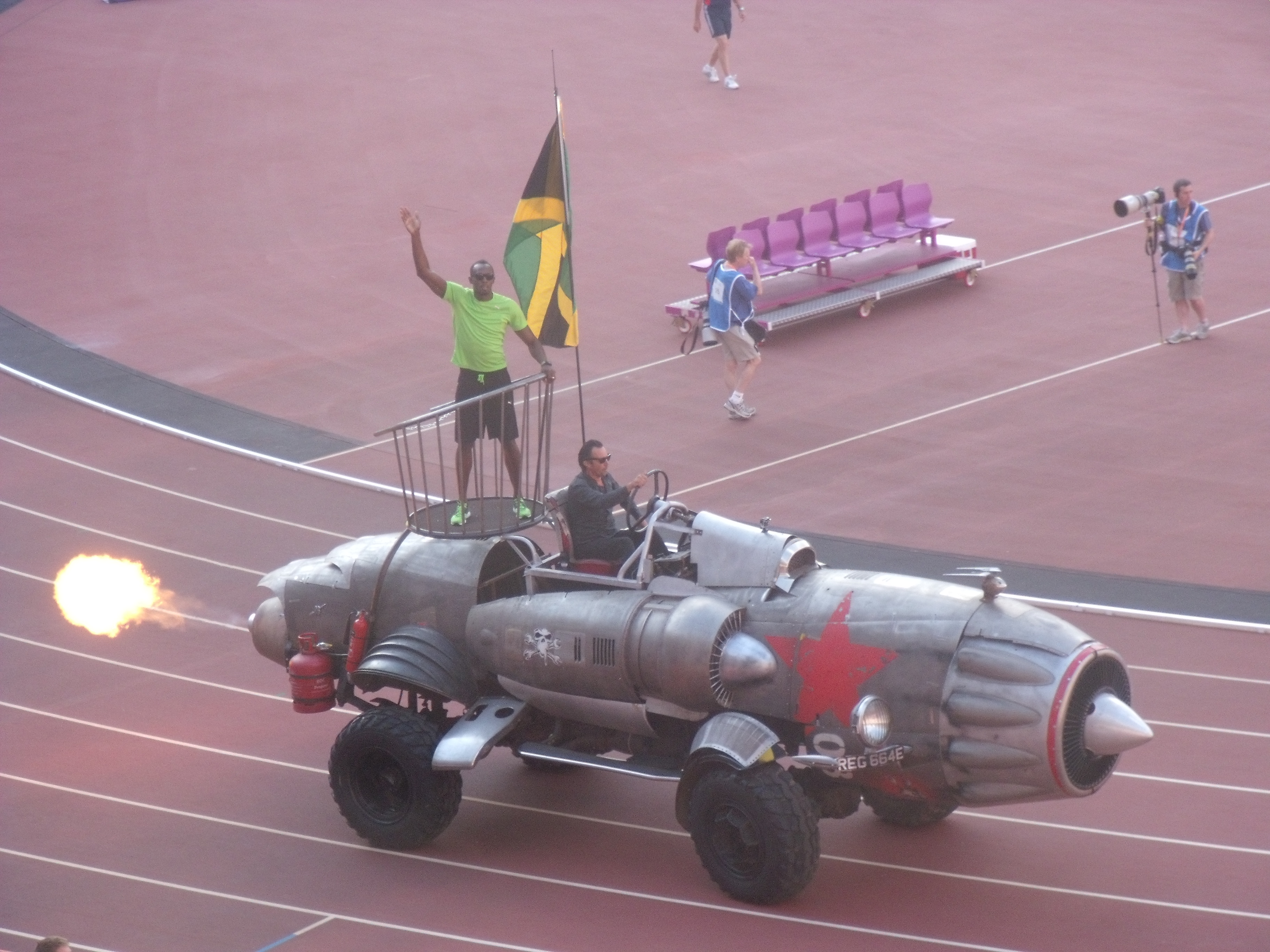
2013年

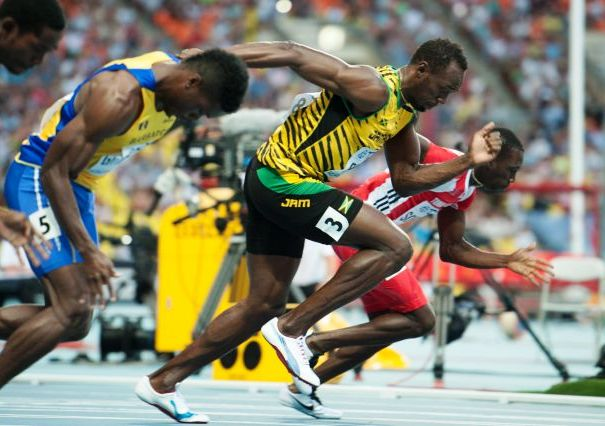
2013年世界田徑錦標賽100公尺預賽，Usain Bolt世界一流的起跑，起跑後便處於領先位置

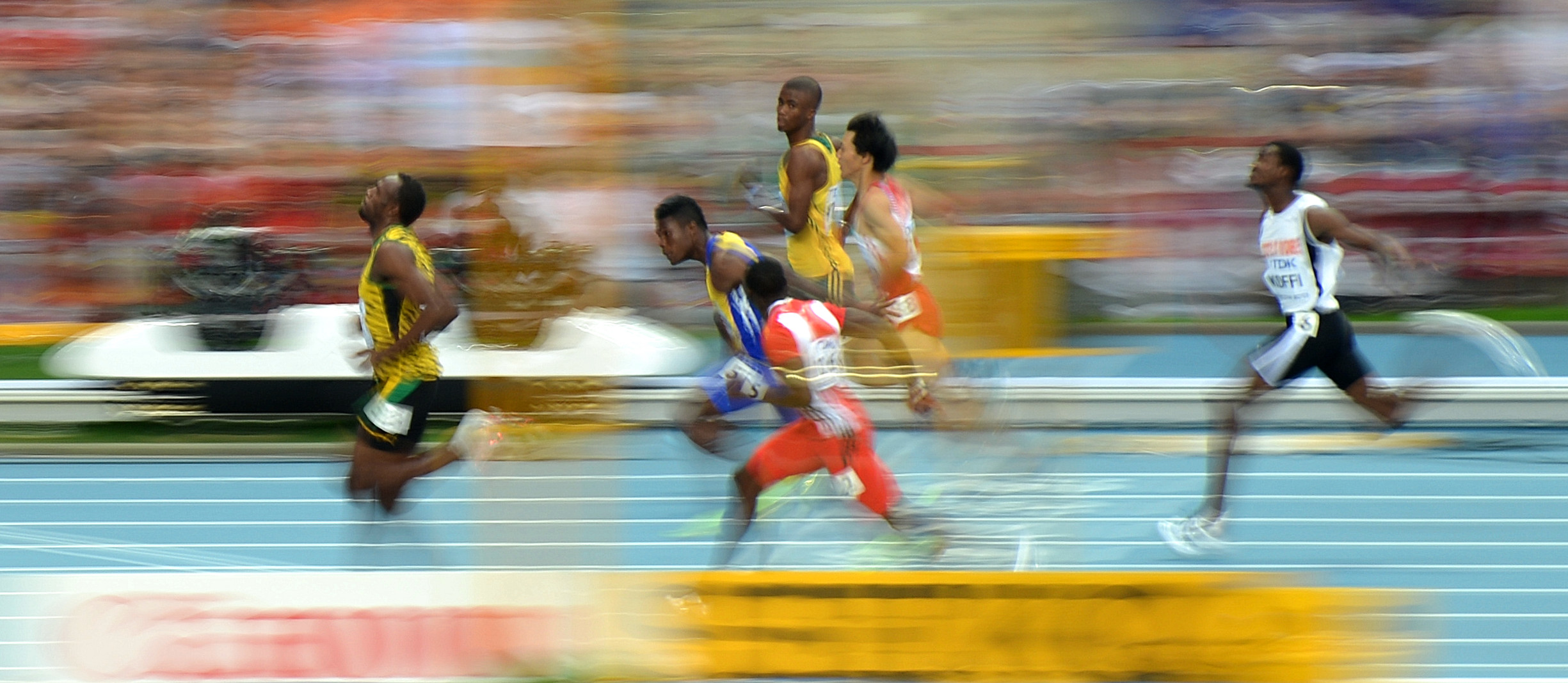
2013年世界田徑錦標賽100公尺預賽，Usain Bolt、拉蒙·吉滕斯、伦德尔·索里洛、Anaso Jobodwana、山縣亮太、Hua Wilfried Koffi

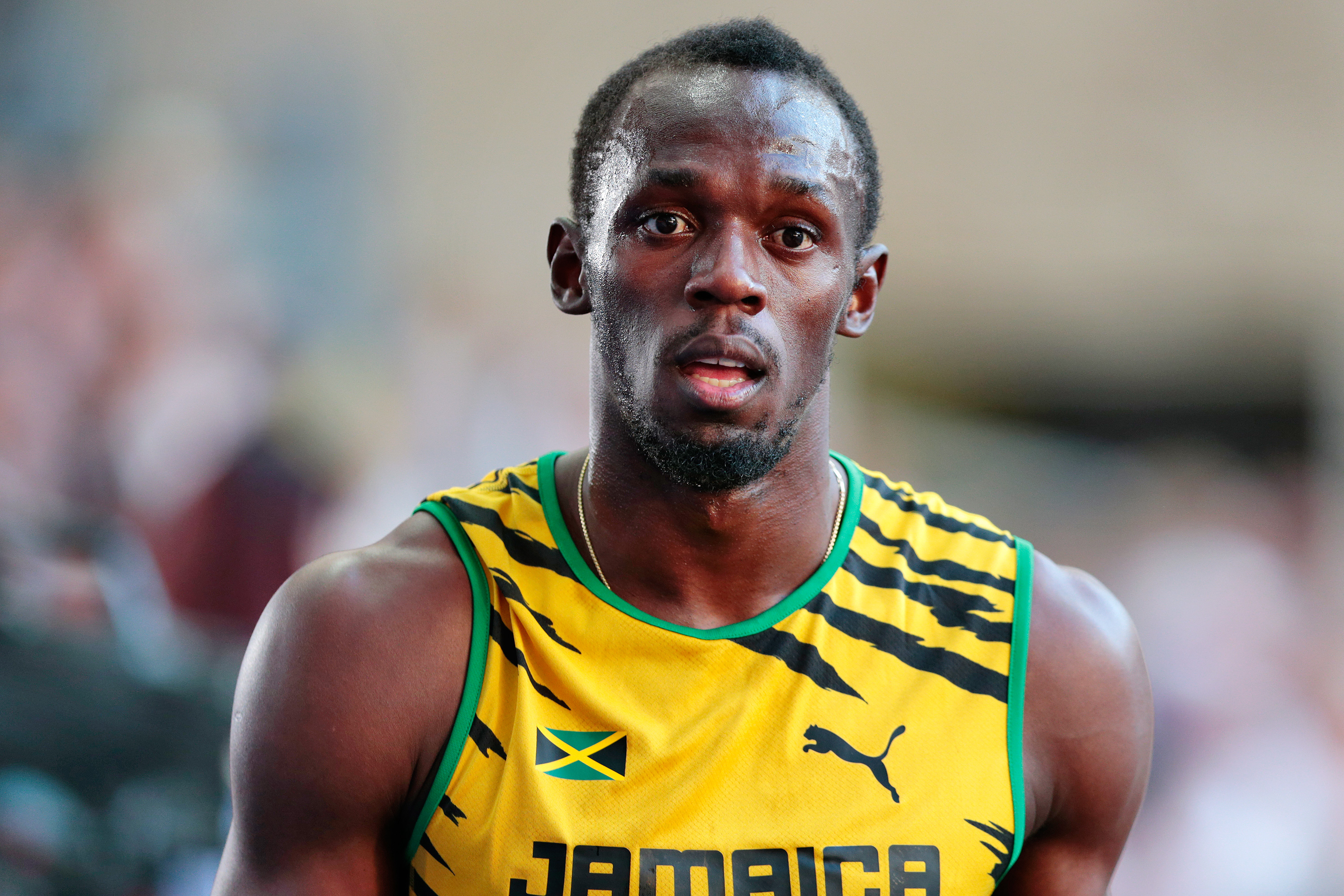
2013年世界田徑錦標賽

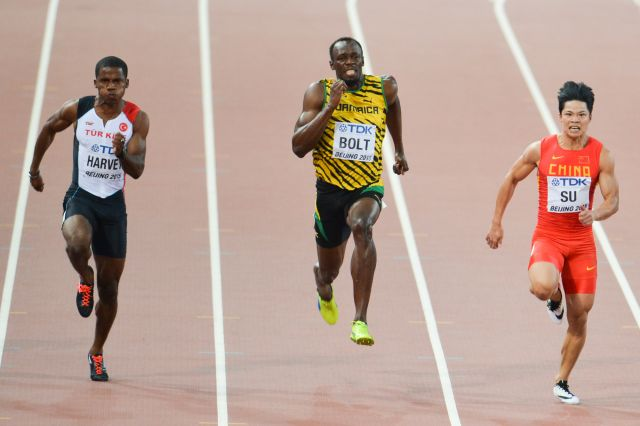
2015年世界田徑錦標賽100公尺半決賽，內道起依序是蘇炳添、Usain Bolt、Jacques Harvey

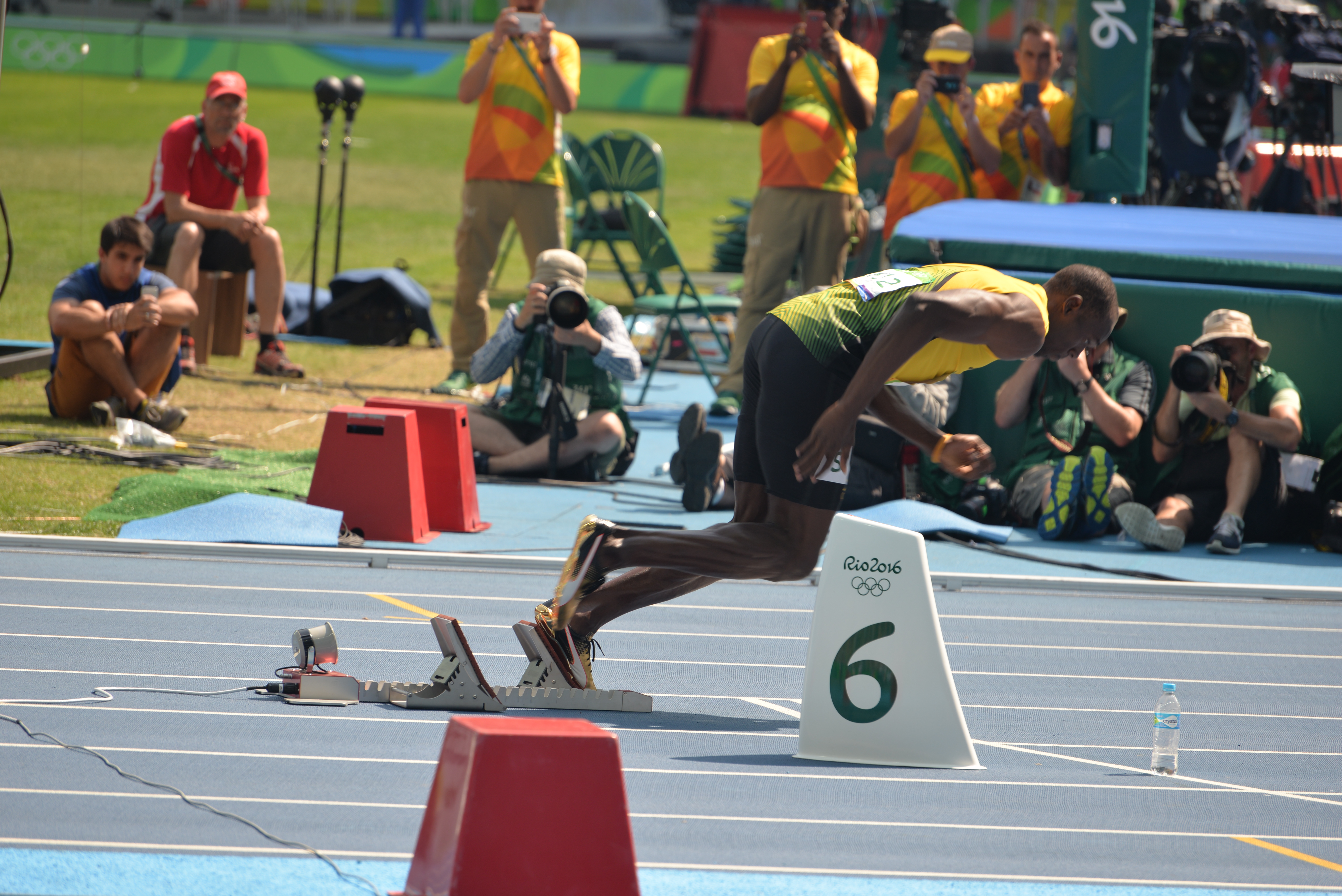
2016年夏季奧林匹克運動會田徑200公尺預賽，Usain Bolt世界一流的起跑

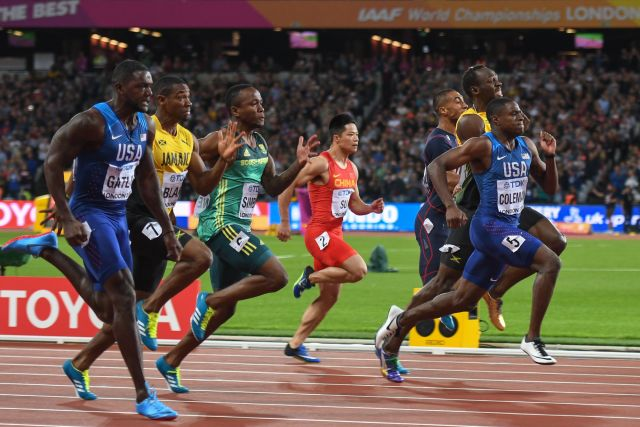
2017年世界田徑錦標賽100公尺決賽

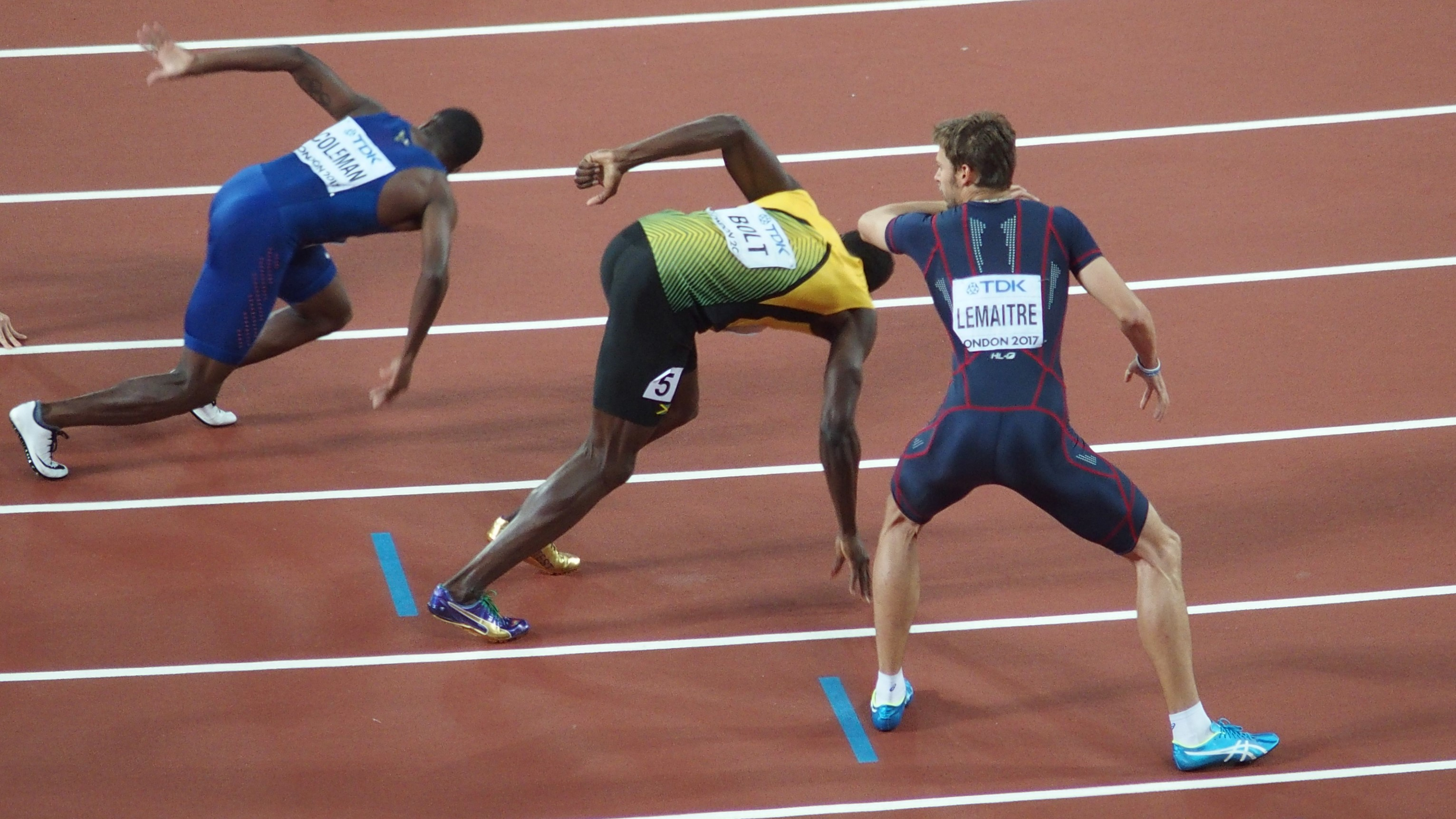
2017年世界田徑錦標賽4×100公尺接力決賽，Christian Coleman、Usain Bolt、Christophe Lemaitre

尤塞恩·聖李奧·博爾特（英語：Usain St. Leo Bolt，1986年8月21日—）是牙買加前男子短跑運動員，被广泛认为是历史上最伟大的短跑运动员。他曾获得8块奥运会金牌，是男子100公尺、男子200公尺以及男子4×100公尺接力现世界纪录保持者。
博尔特是唯一一位连续三届奥运会（2008年、2012年和2016年）赢得男子100米和200米金牌的短跑运动员。他还获得了两枚4×100米接力金牌。2008年北京奥运会上，他以打破世界纪录的方式赢得100米和200米冠军，因而在世界范围内名声大噪，成为从全自动计时系统实施以来首位同时保持这两个项目世界纪录的运动员。
博尔特是十一届世界田径锦标赛冠军，在2009年至2015年的世锦赛上连续获得100米、200米和4×100米接力金牌，唯一的例外是在2011年在100米项目中因起跑犯规被罚出场外。他是世界田径锦标赛上最成功的男子运动员，首位在200米项目上赢得四个世界冠军头衔的运动员，并且在100米项目获得三次冠军，是首位在9.7秒以下和9.6秒以下完成100米比赛的运动员。
博尔特在2009年第二次打破100米世界纪录，从9秒69提升至9秒58，这是电子计时开始以来的最大提升。他两次打破200米世界纪录，分别是2008年创下的19秒30和2009年创下的19秒19。他帮助牙买加队三次打破男子4×100米接力世界纪录，目前的纪录为2012年跑出的36秒84。
博尔特在短跑方面的成就使他获得了媒体给予的昵称“闪电博尔特”，他的荣誉包括国际田联年度最佳运动员（6次）、田径新闻年度最佳运动员（2次）、BBC海外体育年度人物（3次）以及劳伦斯世界体育奖年度男子运动员（4次）。博尔特于2016年入选《时代》杂志“100位最具影响力人物”。他在2017年世界田徑錦標賽后退役，当时他在职业生涯最后一场100米比赛中获得第三名，没有参加200米比赛，并在4×100米接力决赛中因伤退赛。

## 生平
2002年，博爾特在世界青年田徑錦標賽男子200公尺項目首度展露鋒芒，以16歲之齡成為賽史上最年輕的金牌得主。2004年，他在男子200公尺項目跑出19.93秒的成績，以0.2秒之差打破羅伊·馬丁的青少年世界紀錄、成為首位跑入20秒以內的青少年選手。保特於2004年轉職業，但因傷缺席二季比賽，直到2004年夏季奧林匹克運動會首度參賽。2007年，他在200公尺項目跑出19.75秒成績，打破唐·夸里所創下的牙買加國家紀錄。2008年5月，保特以9.72秒的成績立下他個人的首個男子100公尺短跑世界紀錄。他隨後在2008年夏季奧林匹克運動會雙雙打破男子100公尺及200公尺的世界紀錄：其中100公尺項目以9.683秒突破個人先前9.72秒的紀錄，200公尺則以19.296秒取代麥可·強森在1996年亞特蘭大夏季奧運會的19.313秒纪录。
北京奧運翌年、2009年8月，博尔特在2009年世界田徑錦標賽分別以9.58秒（國際田徑協會公布的精確值為9.572秒）與19.19秒的成績突破個人100公尺及200公尺項目紀錄、再高豎障礙。他是自採用數位計時以來，以最大秒數差打破100公尺世界紀錄的選手。他驚人的短跑成就為他贏得了「閃電博爾特」的外號。2009年，保特成為史上首位同時擁有100公尺及200公尺世界紀錄與奧運冠軍頭銜的選手。
2011年，保特成為史上第一位同時擁有100公尺及200公尺及4×100米接力世界紀錄與奧運冠軍頭銜的選手。
博尔特在2017年世界田徑錦標賽結束後正式宣佈退役。
2018年8月，博尔特正式加入澳職中央海岸水手隊试训，但因经济原因，博尔特未能和中央海岸水手隊簽下合約。

## 技術特點
雖然一般人常認為身高太高不利於起跑，但博爾特在成為田徑選手之初，便時時注重力量訓練，以彌補身高太高而不利起跑的先天缺點，因此博爾特的起跑和成績均屬「世界頂尖」。博爾特途中跑的最大速率相當快，常在途中跑階段，與其他選手拉開相當明顯的差距。由於博爾特在加速、最大速率、降速階段的表現都相當突出，掩蓋其同屬世界頂尖起步的鋒芒，因此一般人常誤解，誤以為博爾特不擅起跑。事實上，在100公尺比賽中，世上便罕有人能在通過第10公尺時，不落後博爾特。而過了第20公尺後，博爾特幾乎便已是賽道上最快的那一位選手。2009年世界田徑錦標賽100公尺決賽，博爾特在創造世界紀錄時，從起跑開始，便遙遙領先其餘所有頂尖選手，並在第60－80公尺這20公尺區間，跑出了人類體育史上20公尺區間的最高速度，時速高達44.72km/hr。身高195公分擁有雙長腿的博尔特，跑100公尺只需41步，全程平均步距約2.44公尺，一般選手需要到44－50步。博尔特勝利時喜歡做一個類似朝天射箭的姿勢，為其著名的個人特色。

## 成就
- 2002年7月19日，在世界青年田径锦标赛男子200米决赛（20岁以下）中，以20.61秒的成绩赢取冠军。成为15岁的史上最年轻的200米青年冠军。他的外号「闪电」（lightning）也是从这个时候得到的。他的姓氏「Bolt」在英文裡也有「闪电」的意思。
- 2003年7月13日，在世界少年田径锦标赛男子200米决赛（18岁以下）中，以20.40秒的成绩赢取冠军。
- 2004年4月11日，200米跑出19.93秒的成绩，打破了青少年世界纪录。成为20岁以下，第一个跑进20秒的选手。
- 2007年8月30日，在大阪世界田径锦标赛男子200米决赛中，以19.91秒的成绩获得亚军。
- 2007年9月1日，在大阪世界田径锦标赛男子4×100米接力决赛中，代表牙买加队跑第2棒，以37.89秒的成绩获得亚军，打破了牙买加国家纪录（当时）。
- 2008年5月31日，在纽约锐步大奖赛男子100米比赛中，以9.72秒的成绩战胜了2007年大阪田径世锦赛三冠王泰森·盖伊赢取冠军，并打破了同胞阿萨法·鲍威尔2007年创造的世界纪录（当时）。这场比赛是他正式参加100米后的第5场比赛。
- 2008年8月16日，在北京奥运会田径男子100米决赛中，以9.683秒的成绩赢取冠军，再次打破了自己保持的世界纪录。在最后10米，他张开双臂，拍着自己的胸脯冲过了终点线。在世界级比赛中，做了史无前例的表演，给人们留下了深刻的印象。与第2名的差距約0.207秒，成为奥运会男子田徑100公尺史上最大的冠亞軍成績差距。
- 2008年8月20日，在北京奥运会田径男子200米决赛中，面对着风速-0.9米/秒的不利环境，以19.296秒的成绩赢取冠军，打破了迈克尔·约翰逊在1996年创造的世界纪录。与第2名的差距約0.66秒，这是奥运会男子田徑200公尺史上最大的冠亞軍差距。也成为史上第一个同时赢取100米、200米两项冠军，并且两项都打破世界纪录的选手。
- 2008年8月22日，在北京奥运会田径男子4×100米接力决赛中，代表牙买加队跑第3棒，以37.10秒的成绩赢取冠军，打破了美国队在1992年创造的世界纪录。然而因为牙买加队成员内斯塔·卡特尔的样本在2016年的复检中被查出含有甲基己胺成分，国际奥委会于2017年1月宣布取消牙买加队的名次、獎牌。[20][21]最终博尔特在北京奥运会获得了两项冠军。
- 2009年4月29日，因遇到车祸而受伤，左脚做了手术。
- 2009年5月17日，在曼彻斯特马路赛男子150米比赛中，以14.35秒赢取冠军，创造直线150米史上最好的成绩（参考纪录）。
- 2009年8月16日，在柏林世界田径锦标赛男子100米决赛中，以9.572秒[5]赢取冠军，领先了第2名跑出9.705秒[5]的泰森·盖伊0.133秒的差距，再次打破了自己保持的世界纪录，并将世界纪录刷新0.111秒，这是田径男子100米世界纪录史上最大幅度的更新。同时也成为了史上第一个共打破3次100米世界纪录的选手。
- 2009年8月20日，在柏林世界田径锦标赛男子200米决赛中，在先前有人抢跑，风速-0.3米/秒的不利环境中，以19.19秒的成绩赢取冠军，再次打破了自己保持的世界纪录，将世界纪录提高了0.106秒。
- 2009年8月22日，在柏林世界田径锦标赛男子4×100米接力决赛中，代表牙买加队跑第3棒，以37.31秒的成绩赢取冠军，打破了美国队在1993年创造的世锦赛纪录。
- 2010年5月28日，在国际田联世界挑战赛捷克奧斯特拉瓦站300米比赛中，以30.97秒的成绩夺冠并打破赛会纪录。
- 2011年8月28日，在韩国大邱举行的世界田径锦标赛男子100米决赛中，由于抢跑被取消比赛资格。9月3日，他在200米决赛以19.40秒成绩成功卫冕冠军。9月4日，他在4×100米接力决赛中，代表牙买加跑最后一棒，以37.04秒的成绩成功卫冕，亦刷新世界纪录。
- 2012年伦敦奥运会奪得男子田徑100米冠军，更以9.63秒打破奥运会男子田徑100米记录，以19.32秒成功卫冕200米冠军，与队友約安·布雷克等一起以36.84秒的成绩打破4×100米接力的世界记录并再次卫冕冠军。
- 2013年8月11日，在俄羅斯莫斯科舉行的世界田徑錦標賽100米決賽，以9.77秒成績贏取冠軍。8月17日，他在200米決賽以19.66秒成績再次衛冕冠軍。8月18日，他在4×100米接力決賽中，代表牙買加隊跑最後一棒，以37.36秒的成績再次衛冕冠軍。
- 2015年8月23日，在北京國家體育場举行的2015年世界田径锦标赛上以9.784秒的成绩卫冕100米冠军。8月27日，以19.55秒的成绩卫冕200米冠军。8月29日，在4×100米接力決賽中，代表牙買加隊跑最後一棒，以37.36秒的成績实现单项四连冠。
- 在2017年世界田徑錦標賽，博爾特用10.07秒贏了第一局。在準決賽時他跑了9.98秒但被克里斯蒂安·科爾曼以0.01秒打敗。在他最後的決賽中，他以9.95秒的成績拿下銅牌，僅落後銀牌選手克里斯蒂安·科爾曼0.01秒且落後金牌選手贾斯汀·加特林0.03秒。

## 國際大型運動賽會
| 年   | 賽事                     | 舉辦城市                       | 名次  | 項目                      | 記錄                                    |
| ---- | ------------------------ | ------------------------------ | ----- | ------------------------- | --------------------------------------- |
| 2001 | 加勒比自由貿易協會運動會 | 聖麥可教區橋鎮                 | 銀牌  | 400公尺（Under 17）       | 48.28秒（Season Best）                  |
| 2001 | 加勒比自由貿易協會運動會 | 聖麥可教區橋鎮                 | 銀牌  | 200公尺（Under 17）       | 21.81秒                                 |
| 2001 | 世界少年田徑錦標賽       | 匈牙利德布勒森                 | 5sf2  | 200公尺                   | 21.73秒（Season Best）                  |
| 2001 | 世界少年田徑錦標賽       | 匈牙利德布勒森                 | 第4名 | Medley Relay              | 1分52.36秒（Season Best）               |
| 2002 | 加勒比自由貿易協會運動會 | 巴哈马拿索                     | 金牌  | 400公尺（Under 17）       | 47.33秒                                 |
| 2002 | 加勒比自由貿易協會運動會 | 巴哈马拿索                     | 金牌  | 200公尺（Under 17）       | 21.12秒                                 |
| 2002 | 加勒比自由貿易協會運動會 | 巴哈马拿索                     | 金牌  | 4×400公尺接力（Under 17） | 3分18.88秒                              |
| 2002 | 世界青年田径锦标赛       | 牙买加薩里郡京斯敦             | 金牌  | 200公尺                   | 20.61秒                                 |
| 2002 | 世界青年田径锦标赛       | 牙买加薩里郡京斯敦             | 銀牌  | 4×100公尺接力             | 39.15秒（Season Best）                  |
| 2002 | 世界青年田径锦标赛       | 牙买加薩里郡京斯敦             | 銀牌  | 4×400公尺接力             | 3分04.06秒（Season Best）               |
| 2003 | 加勒比自由貿易協會運動會 | 千里達及托巴哥西班牙港         | 金牌  | 400公尺（Under 20）       | 46.35秒（加勒比自由貿易協會運動會紀錄） |
| 2003 | 加勒比自由貿易協會運動會 | 千里達及托巴哥西班牙港         | 金牌  | 4×100公尺接力（Under 20） | 39.43秒（加勒比自由貿易協會運動會紀錄） |
| 2003 | 加勒比自由貿易協會運動會 | 千里達及托巴哥西班牙港         | 金牌  | 200公尺（Under 20）       | 20.43秒                                 |
| 2003 | 加勒比自由貿易協會運動會 | 千里達及托巴哥西班牙港         | 金牌  | 4×400公尺接力（Under 20） | 3分09.70秒（Season Best）               |
| 2003 | 世界少年田徑錦標賽       | 加拿大魁北克省Estrie區社布魯克 | 2h2   | 400公尺                   | 48.36秒                                 |
| 2003 | 世界少年田徑錦標賽       | 加拿大魁北克省Estrie區社布魯克 | h2    | Medley Relay              | Disqualified                            |
| 2003 | 世界少年田徑錦標賽       | 加拿大魁北克省Estrie區社布魯克 | 金牌  | 200公尺                   | 20.40秒                                 |
| 2003 | 泛美青年田徑錦標賽       | 聖麥可教區橋鎮                 | 金牌  | 200公尺                   | 20.13秒（泛美青年田徑錦標賽紀錄）       |
| 2003 | 泛美青年田徑錦標賽       | 聖麥可教區橋鎮                 | 銀牌  | 4×100公尺接力             | 39.40秒（Season Best）                  |
| 2004 | 加勒比自由貿易協會運動會 | 百慕大漢米頓                   | 金牌  | 200公尺（Under 20）       | 19.93秒（加勒比自由貿易協會運動會紀錄） |
| 2004 | 夏季奧林匹克運動會       | 希腊雅典                       | 5h4   | 200公尺                   | 21.05秒                                 |
| 2005 | 中美加勒比田径锦标赛     | 巴哈马拿索                     | 金牌  | 200米                     | 20.03秒（中美加勒比田徑錦標賽紀錄）     |
| 2005 | 世界田徑錦標賽           | 芬兰赫爾辛基                   | 第8名 | 200公尺                   | 26.27秒                                 |
| 2006 | World Athletics Final    | 德国斯圖加特                   | 銅牌  | 200米                     | 20.10秒                                 |
| 2006 | IAAF World Cup           | 希腊雅典                       | 銀牌  | 200公尺                   | 19.96秒                                 |
| 2007 | 世界田徑錦標賽           | 日本大阪府大阪市               | 銀牌  | 200公尺                   | 19.91秒                                 |
| 2007 | 世界田徑錦標賽           | 日本大阪府大阪市               | 銀牌  | 4×100公尺接力             | 37.89秒（Season Best）                  |
| 2008 | 夏季奧林匹克運動會       | 中国北京市                     | 金牌  | 100米                     | 9.683秒（Season Best）                  |
| 2008 | 夏季奧林匹克運動會       | 中国北京市                     | 金牌  | 200米                     | 19.296秒（夏季奧林匹克運動會紀錄）      |
| 2009 | 世界田徑錦標賽           | 德国柏林                       | 金牌  | 100米                     | 9.572秒（世界紀錄）                     |
| 2009 | 世界田徑錦標賽           | 德国柏林                       | 金牌  | 200米                     | 19.19秒（世界紀錄）                     |
| 2009 | 世界田徑錦標賽           | 德国柏林                       | 金牌  | 4×100米接力               | 37.31秒（Season Best）                  |
| 2009 | World Athletics Final    | 希腊塞薩洛尼基                 | 金牌  | 200公尺                   | 19.68秒                                 |
| 2011 | 世界田徑錦標賽           | 大邱廣域市                     | f     | 100公尺                   | Disqualified（IAAF Rule 162.7）         |
| 2011 | 世界田徑錦標賽           | 大邱廣域市                     | 金牌  | 200米                     | 19.40秒（Season Best）                  |
| 2011 | 世界田徑錦標賽           | 大邱廣域市                     | 金牌  | 4×100公尺接力             | 37.04秒（世界田径锦标赛紀錄）           |
| 2012 | 夏季奧林匹克運動會       | 英国 英格兰倫敦                | 金牌  | 100米                     | 9.63秒（夏季奧林匹克運動會紀錄）        |
| 2012 | 夏季奧林匹克運動會       | 英国 英格兰倫敦                | 金牌  | 200米                     | 19.32秒（Season Best）                  |
| 2012 | 夏季奧林匹克運動會       | 英国 英格兰倫敦                | 金牌  | 4×100米接力               | 36.84秒（世界紀錄）                     |
| 2013 | 世界田徑錦標賽           | 俄羅斯莫斯科                   | 金牌  | 100米                     | 9.77秒（Season Best）                   |
| 2013 | 世界田徑錦標賽           | 俄羅斯莫斯科                   | 金牌  | 200米                     | 19.66秒（Season Best）                  |
| 2013 | 世界田徑錦標賽           | 俄羅斯莫斯科                   | 金牌  | 4×100米接力               | 37.36秒（Season Best）                  |
| 2014 | Commonwealth Games       | 英国 苏格兰格拉斯哥            | 金牌  | 4×100公尺接力             | 37.58秒（大英國協運動會紀錄）           |
| 2015 | 世界接力賽               | 巴哈马拿索                     | 銀牌  | 4×100公尺接力             | 37.68秒                                 |
| 2015 | 世界田徑錦標賽           | 中国北京市                     | 金牌  | 100米                     | 9.784秒（Season Best）                  |
| 2015 | 世界田徑錦標賽           | 中国北京市                     | 金牌  | 200米                     | 19.55秒（Season Best）                  |
| 2015 | 世界田徑錦標賽           | 中国北京市                     | 金牌  | 4×100米接力               | 37.36秒（Season Best）                  |
| 2016 | 夏季奧林匹克運動會       | 巴西里約熱內盧                 | 金牌  | 100米                     | 9.81秒（Season Best）                   |
| 2016 | 夏季奧林匹克運動會       | 巴西里約熱內盧                 | 金牌  | 200米                     | 19.78秒（Season Best）                  |
| 2016 | 夏季奧林匹克運動會       | 巴西里約熱內盧                 | 金牌  | 4×100公尺接力             | 37.27秒（Season Best）                  |
| 2017 | 世界田徑錦標賽           | 英国 英格兰倫敦                | 銅牌  | 100公尺                   | 9.95秒（Season Best）                   |
| 2017 | 世界田徑錦標賽           | 英国 英格兰倫敦                | f     | 4×100公尺接力             | Did Not Finish                          |

## 統計
| 年分 | 40碼衝刺 | 100公尺 | 150公尺 | 200公尺  | 300公尺 | 400公尺 | 4×100公尺接力 | 4×400公尺接力 |
| ---- | -------- | ------- | ------- | -------- | ------- | ------- | ------------- | ------------- |
| 2001 |          |         |         | 21.73秒  |         | 48.28秒 |               |               |
| 2002 |          |         |         | 20.58秒  |         | 47.12秒 | 39.15秒       | 3分04.06秒    |
| 2003 |          |         |         | 20.13秒  |         | 45.35秒 | 39.40秒       | 3分09.70秒    |
| 2004 |          |         |         | 19.93秒  |         |         |               | 3分01.10秒    |
| 2005 |          |         |         | 19.99秒  |         |         |               |               |
| 2006 |          |         |         | 19.88秒  |         | 47.58秒 |               |               |
| 2007 |          | 10.03秒 |         | 19.75秒  |         | 45.28秒 | 37.89秒       |               |
| 2008 |          | 9.683秒 |         | 19.296秒 |         |         |               |               |
| 2009 |          | 9.572秒 | 14.35秒 | 19.19秒  |         | 45.54秒 | 37.31秒       |               |
| 2010 |          | 9.82秒  |         | 19.56秒  | 30.97秒 | 45.87秒 | 37.90秒       | 3分05.77秒    |
| 2011 |          | 9.76秒  |         | 19.40秒  |         |         | 37.04秒       |               |
| 2012 |          | 9.63秒  |         | 19.32秒  |         |         | 36.84秒       |               |
| 2013 |          | 9.77秒  |         | 19.66秒  |         | 46.44秒 | 37.36秒       |               |
| 2014 |          | 9.98秒  |         | 19.66秒  |         | 46.44秒 | 37.58秒       |               |
| 2015 |          | 9.784秒 |         | 19.55秒  |         | 46.38秒 | 37.36秒       |               |
| 2016 |          | 9.81秒  |         | 19.78秒  |         |         | 37.27秒       |               |
| 2017 |          | 9.95秒  | 15.28秒 |          |         |         | 37.95秒       |               |
| 2019 | 4.22秒   |         |         |          |         |         |               |               |

| 成績                    | 風速（m/s） | 反應時間 | 日期          | 地點               | 地面條件（溼度，溫度，天氣狀況） |
| ----------------------- | ----------- | -------- | ------------- | ------------------ | -------------------------------- |
| 9.572秒                 | +0.9        | 0.146秒  | 2009年8月16日 | 德国柏林           | 39%，26℃                         |
| 9.63秒                  | +1.5        | 0.165秒  | 2012年8月5日  | 英国 英格兰倫敦    | 54%，20℃，Clear sky              |
| 9.683秒                 | 0.0         | 0.165秒  | 2008年8月16日 | 中国北京市朝陽區   | 39%，28℃，多雲                   |
| 9.72秒                  | +1.7        | 0.157秒  | 2008年5月31日 | 美国紐約州         |                                  |
| 9.76秒                  | +1.8        |          | 2008年5月3日  | 牙买加薩里郡京斯敦 |                                  |
| 9.76秒                  | +1.3        | 0.154秒  | 2011年9月16日 | 比利时布魯塞爾     | 68%，19℃，Partly cloudy          |
| 9.76秒                  | -0.1        | 0.152秒  | 2012年5月31日 | 義大利羅馬         | 56%，23℃，Sky Clear              |
| 9.77秒                  | -1.3        | 0.223秒  | 2008年9月5日  | 比利时布魯塞爾     | 89%，16℃，Cloudy                 |
| 9.77秒                  | -0.3        | 0.163秒  | 2013年8月11日 | 俄羅斯莫斯科       | 62%，21℃                         |
| 9.784秒                 | -0.5        | 0.159秒  | 2015年8月23日 | 中国北京市朝陽區   | 78%，22℃                         |
| 平均約9.7211356768326秒 |             |          |               |                    |                                  |

| 成績                    | 風速（m/s） | 反應時間 | 日期          | 地點               | 地面條件（溼度，溫度，天氣狀況） | Halves         |
| ----------------------- | ----------- | -------- | ------------- | ------------------ | -------------------------------- | -------------- |
| 19.190秒                | -0.3        | 0.133秒  | 2009年8月20日 | 德国柏林           | 35%，28℃                         | 9.92秒/9.27秒  |
| 19.296秒                | -0.9        | 0.182秒  | 2008年8月20日 | 中国北京市朝陽區   | 66%，27℃，多云                   | 9.96秒/9.34秒  |
| 19.32秒                 | +0.4        | 0.180秒  | 2012年8月9日  | 英国 英格兰倫敦    | 38%，25℃，Clear sky              | 10.00秒/9.32秒 |
| 19.40秒                 | +0.8        | 0.193秒  | 2011年9月3日  | 大邱廣域市         | 54%，26℃                         | 9.97秒/9.43秒  |
| 19.55秒                 | -0.1        | 0.147秒  | 2015年8月27日 | 中国北京市朝陽區   | 61%，26℃                         | 10.05秒/9.50秒 |
| 19.56秒                 | -0.8        |          | 2010年5月1日  | 牙买加薩里郡京斯敦 |                                  |                |
| 19.57秒                 | 0.0         |          | 2009年9月4日  | 比利时布魯塞爾     |                                  |                |
| 19.58秒                 | +1.4        | 0.179秒  | 2012年8月23日 | 瑞士洛桑           | 63%，25℃，Sky Clear              |                |
| 19.59秒                 | -0.9        |          | 2009年7月7日  | 瑞士洛桑           |                                  |                |
| 19.63秒                 | -0.9        |          | 2008年9月2日  | 瑞士洛桑           |                                  |                |
| 平均約19.467502190509秒 |             |          |               |                    |                                  |                |

## 個人生活
博尔特是曼聯球迷，曾在2011年獲邀在球隊主場觀看比賽，倫敦奧運後更有曼聯球迷打趣要求時任領隊爵士簽下博爾特。
博尔特曾參加足球慈善賽，退役後先後試訓德甲、澳職球隊。

## 外部連結
- 尤塞恩·博尔特在国际奥林匹克委员会的资料
- 尤塞恩·博尔特在的頁面
- 尤塞恩·博尔特的Facebook專頁
- 尤塞恩·博尔特的X（前Twitter）
- 尤塞恩·博尔特的新浪微博
- 尤塞恩·博尔特的Instagram帳戶

| 紀錄                                     | 紀錄                                                              | 紀錄                                     |
| ---------------------------------------- | ----------------------------------------------------------------- | ---------------------------------------- |
| 前任者： 阿薩法·鮑威爾                   | 男子100公尺短跑世界紀錄保持人 2008年5月31日－至今                 | 現任                                     |
| 前任者： 麥可·詹森                       | 男子200公尺短跑世界紀錄保持人 2008年8月20日－至今                 | 現任                                     |
| 前任者： 萊·馬田                         | 男子世界青年田徑記錄保持人, 200公尺 2004年4月11日－2021年6月26日  | 繼任者： 埃里揚·奈頓 現任                |
| 前任者： DaBryan Blanton                 | 世界青少年田徑最佳成績保持人, 200公尺 2003年4月5日－2021年5月31日 | 繼任者： 埃里揚·奈頓 現任                |
| 成就                                     |                                                                   |                                          |
| 前任者： 阿薩法·鮑威爾 泰森·蓋伊         | 男子賽季最佳表現,100公尺 2008、2009 2012                          | 繼任者： 泰森·蓋伊 現任                  |
| 前任者： 泰森·蓋伊 約翰·布雷克           | 男子賽季最佳表現,200公尺 2008－2010 2012                          | 繼任者： 約翰·布雷克 現任                |
| 獎項                                     |                                                                   |                                          |
| 前任者： 阿薩法·鮑威爾 Christopher Gayle | 牙買加年度最佳運動員 2008、2009 2011－2013                        | 繼任者： Christopher Gayle 現任          |
| 前任者： 阿薩法·鮑威爾                   | CAC Male Athlete of the Year 2008                                 | 現任                                     |
| 前任者： 泰森·蓋伊                       | 男子年度最佳田徑運動員 2008、2009                                 | 繼任者： 大衛·魯迪沙                     |
| 前任者： 泰森·蓋伊 大衛·魯迪沙           | 國際田總年度最佳運動員 2008、2009 2011－2013                      | 繼任者： 大衛·魯迪沙 現任                |
| 前任者： 羅傑·費德勒 諾瓦克·喬科維奇     | BBC年度最佳海外運動員獎 2008、2009 2012                           | 繼任者： 拉斐爾·納達爾 賽巴斯蒂安·維特爾 |
| 前任者： 羅傑·費德勒 利昂內爾·梅西       | L'Équipe Champion of Champions 2008、2009 2012                    | 繼任者： 拉斐爾·納達爾                   |
| 前任者： 泰森·蓋伊                       | Best Track and Field Athlete ESPY Award 2009                      | 繼任者： 泰森·蓋伊                       |
| 前任者： 蘿瑞納·歐秋雅 利昂內爾·梅西     | Best International Athlete ESPY Award 2009 2013                   | 繼任者： 利昂內爾·梅西 現任              |
| 奥林匹克运动会                           |                                                                   |                                          |
| 前任者： 維羅尼卡·坎貝爾-布朗            | 牙買加掌旗官 倫敦 2012                                            | 謝莉-安·弗雷澤-普萊斯                    |